# Einsätze deutscher Kleinkampfmittel zur See
Die Einsätze deutscher Kleinkampfmittel zur See umfassen Kampfhandlungen von Kleinkampfverbänden der Kriegsmarine von April 1944 bis Mai 1945 an verschiedenen Kriegsschauplätzen des Zweiten Weltkriegs. Ein erster Einsatz sogenannter Kleinkampfmittel, d. h. mit bemannten Torpedos, Sprengbooten, Kleinst-U-Booten und Kampfschwimmern, fand am 20. April 1944 im Mittelmeer bei Anzio mit bemannten Torpedos vom Typ Neger statt. Danach folgten Angriffe auf alliierte Seestreitkräfte am Ärmelkanal in der Normandie im Zuge der dortigen alliierten Landung sowie im Ligurischen Meer und der Adria. Ferner agierten die offiziell als K-Verbände (Kleinkampfverbände) bezeichneten Einheiten ab Ende 1944 vor der holländischen Küste von der Schelde bis zur Themsemündung sowie im Nordmeer vor Norwegen.
Die Kleinkampfmittel blieben taktisch und strategisch an allen Einsatzorten hinter den hochgesteckten Erwartungen der deutschen Seekriegsleitung (SKL) zurück. Abgesehen von einigen wenigen Erfolgen, wie der Versenkung des französischen Zerstörers La Combattante am 24. Februar 1945, konnten die Kleinkampfverbände keine Versenkungsergebnisse vorweisen. Ihre hohen Verlust- und Ausfallraten waren gegen Kriegsende letztendlich nicht mehr auszugleichen und mündeten in einigen Fällen in Selbstopferungen. Insgesamt verloren bis Kriegsende etwa 500 Einzelkämpfer ihr Leben.

## Mittelmeer

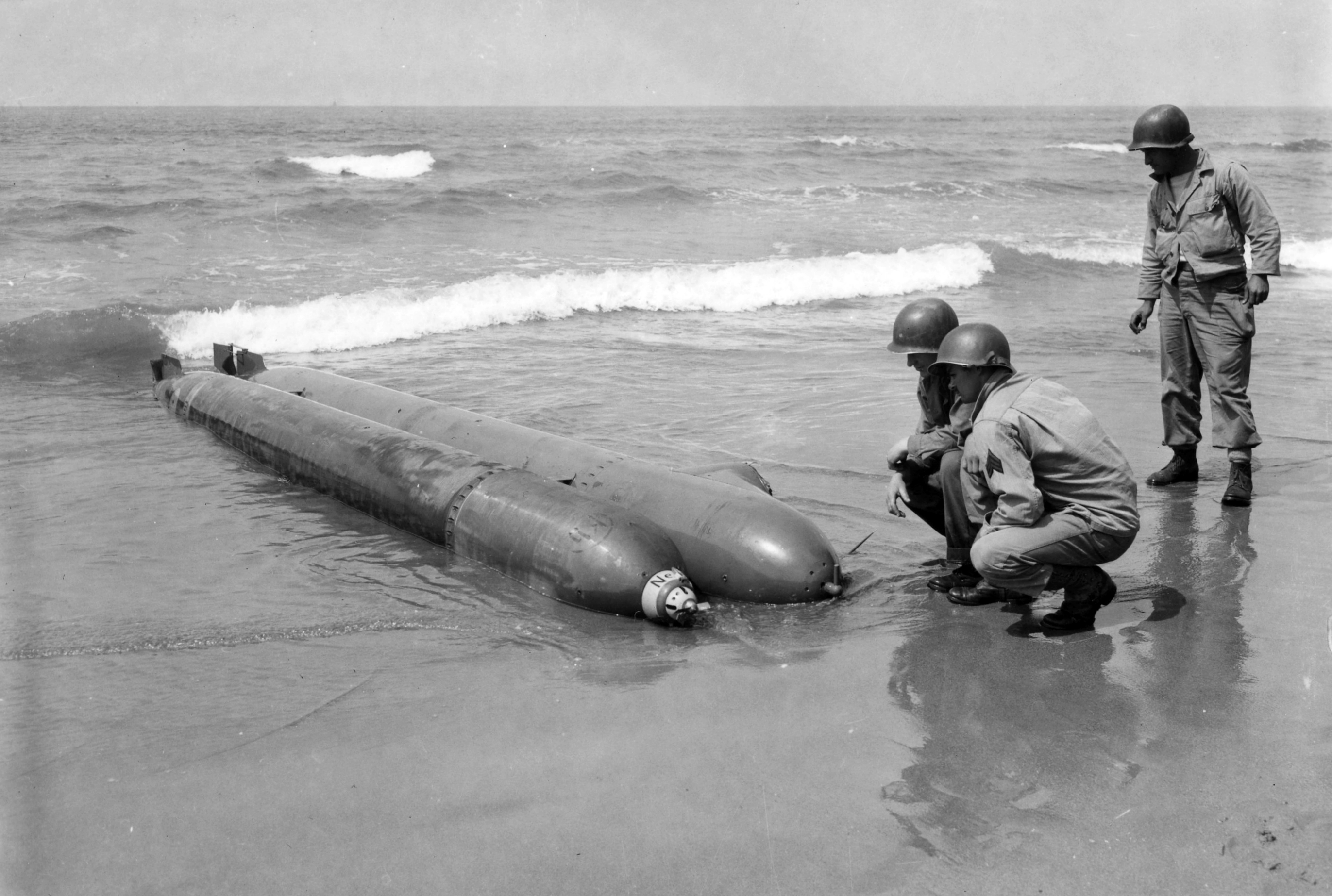
Neger am Strand bei Anzio, 21. April 1944.

Die Einsätze der K-Verbände im Mittelmeerraum konzentrierten sich bei ihrer ersten Operation im Seeraum um Anzio. Danach verlagerten sich die Schwerpunkte der K-Einsätze in das Ligurische Meer bei Monaco-San Remo sowie in die Adria bei Pola. Die Haupteinsätze wurden dabei zunächst von Negern geführt, die der Folge vom Sprengboot Linse sowie von Sturmbooten abgelöst wurden. Die Kleinst-U-Boote vom Typ Molche und die als Nachfolger der Neger konzipierten Marder spielten aufgrund ihres geringen militärischen Nutzens eine untergeordnete Rolle. Die Erfolge der K-Verbände im Mittelmeerraum blieben, unter hohen eigenen Verlusten, bescheiden. Es sind keine Versenkungen von alliierten Schiffen bestätigt. Einziger Erfolg während dieser einjährigen Einsatzzeit war die Beschädigung des französischen Zerstörers Trombe am 17. Januar 1945.
Die Feuertaufe der Kleinkampfverbände wurde der Seekampfeinsatz vor Anzio in der Nacht vom 20. auf den 21. April 1944. Ziel der K-Verbände war die Versenkung von alliierten Geleitzügen und Schiffen im Hafen der Küstenstadt. Der Einsatz, den 23 Neger durchführten, war jedoch ein Fehlschlag. Das Gros der gemeldeten Handelsschiffe war zum Zeitpunkt des Angriffes, von der deutschen Aufklärung unbemerkt, bereits wieder ausgelaufen, so dass die Angreifer, mangels geeigneter Ziele, lediglich drei unbedeutende Schiffe sowie die Hafenmole leicht beschädigen konnten. 10 Neger-Piloten verloren bei diesem Angriff ihr Leben. Ferner konnten die Alliierten einen im Kreis fahrenden Neger, dessen Pilot erstickt war, unbeschädigt bergen. Sie erhielten damit Kenntnis vom Einsatz dieser Waffe, was spätere deutsche Überraschungseffekte negierte.

### Ligurisches Meer

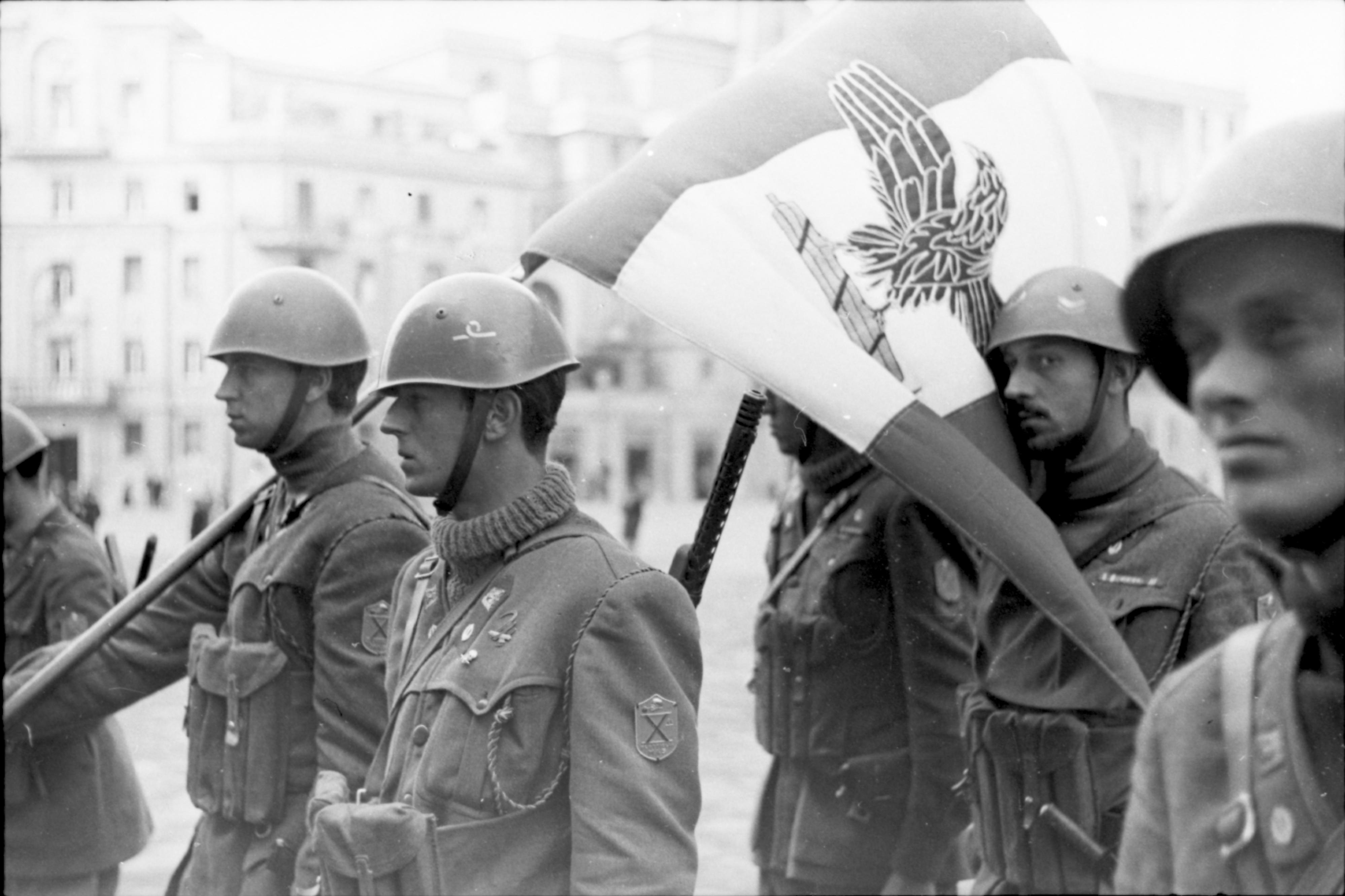
Italienische Soldaten der X-MAS, erkennbar an dem Ärmelabzeichen mit dem im Original rotem X, im März 1944 anlässlich einer Truppenparade bei Rom.

Bereits drei Jahre vor der offiziellen Gründung der K-Verbände waren seit September 1941 deutsche Marineeinheiten in begrenztem Umfang bei der italienischen „Decima MAS“ eingesetzt worden.:51 Ihre Operationen beschränkten sich jedoch auf vereinzelte Einsätze mit deren Spreng- und Schnellbooten, die unter der Federführung der italienischen Marine standen. Nach der Kapitulation Italiens am 19. September 1943 befanden sich die Stationierungshäfen der „Decima MAS“, unter anderem auch der von La Spezia, im Hoheitsbereich der im Norden Italiens gelegenen faschistischen Italienischen Sozialrepublik (R.S.I.), waren jedoch logistisch wie personell in desolatem Zustand, so dass die Einsatzfähigkeit der Flottille nicht gewährleistet war. Am 19. September 1943 erhielt daher Kapitänleutnant Helmut von Manthey die Anweisung, die volle Einsatzbereitschaft der Flottille wiederherzustellen.:52 Manthey fungierte dabei als Verbindungsoffizier zwischen der „Decima MAS“ und der Kriegsmarine.
Die Flottille, die sich ab diesem Zeitpunkt „X-MAS“ (X = 10; MAS = Mezzi d’Assalto) nannte, kam damit faktisch unter deutsche Kommandogewalt. Mantheys Priorität lag in Neubeschaffung von Angriffsbooten des Typs M.T.S.M.A. sowie von Sprengboote des Typs M.T.M., um die dezimierten Bestände aufzufüllen. Innere Unruhen in den Industriezentren der R.S.I. sowie die Unzufriedenheit der Angehörigen der Decima MAS verzögerten die Wiederherstellung der Kampfbereitschaft über die Maßen, so dass Manthey erst im Dezember 1943 die volle Einsatzbereitschaft der Flottille melden konnte.:53 Die ersten Angriffe im Dezember 1943 und Januar 1944 mit gemischten Besatzungen (Deutsche und Italiener) gegen alliierte Landungsboote brachten keine Erfolge.
Die „X-MAS“ litt zunehmend auch an Personalschwund, da viele Flottillenangehörige desertierten oder flohen, um sich den italienischen Partisanengruppen anzuschließen, die gegen die Truppen der R.S.I und der deutschen Besatzungsmacht vorgingen. Die verbliebenen Angehörigen verweigerten immer häufiger die Befehle ihrer Wehrmachtsvorgesetzten, so dass das OKM schließlich einen 1765 Mann starken Personalstamm nach Italien entsandte, um die Loyalität der Flottille sichern zu können.:54 Ihre bisher respektierte Unabhängigkeit von den deutschen Verbänden verlor die „X-MAS“ am 23. Mai 1944 endgültig, als ihre Flottille offizieller Bestandteil der K-Verbände wurde.:59
Nach dieser Übernahme verfügte Admiral Hellmuth Heye mit Blick auf die seit Monaten erwartete Invasion, dass die Flottille umgehend nach Nordfrankreich zu verlegen sei. Er widerrief diesen Befehl wenig später, weil die Verlegung über Land unlösbare logistische Probleme mit sich brachte.:60 Gefechtsstab der deutschen Sturmboote wurde Monaco. Am 22. August 1944 wurde aus den vorhandenen Sturmbooten der Flottille der „Einsatzstab Haun“ gebildet, benannt nach dessen Kommandeur Korvettenkapitän Kurt Haun. Die neue Einheit wurde zunächst nach Ville Franche verlegt, um im Seeraum vor Nizza zu operieren. Unterstellt war Hauns Flottille seit 11. August 1944 dem bisherigen Führer der Unterseeboote im Mittelmeerraum (FdU Mittelmeer), Werner Hartmann. Am 30. August 1944 erfolgte die Umverlegung der Sturmboot-Flottille nach San Remo. Dort blieb deren Quartierstab bis wenige Tage vor Kriegsende. Am Mittelmeer wurden sämtliche K-Verbände dem Kommando des Stabes der Kleinkampfverbände Italien (KdK-Stab Italien) unterstellt. Hartmann blieb noch bis Oktober 1944  dessen Einsatzleiter. Im Oktober 1944 übernahm Friedrich Böhme diesen Posten, der von da an als KdK-Stab Süd bezeichnet wurde.
Am 5. September 1944 trat Kapitänleutnant Wilhelm Ullrich die Nachfolge von Kurt Haun als Flottillenchef an. Unter seiner Führung erhielt die „X-MAS“ die neue Bezeichnung „K-Flottille 611“.:61
Nach den schweren Abwehrkämpfen der K-Verbände im Zuge der alliierten Landung in der Normandie, die neben Erfolgen auch die Schwächen der Neger und der Kleinst-U-Boote vom Typ Biber offenbart hatten, wurden die aus der Normandie zurückgezogenen K-Verbände an der niederländischen Küste neu formiert. Ihr Gros bestand aus Sprengbooten vom Typ Linse und aus Bibern. Die für militärisch nutzlos betrachteten Marder (die Neger waren zwischenzeitlich gänzlich von der Front abgezogen worden) wurden nach Nordostitalien verlegt. Ihre Mission war der Angriff auf eine andere alliierte Invasionsflotte, die mit der Operation Dragoon am 15. August 1944 in Südfrankreich begonnen hatte. Durch vorherige massierte Bombenangriffe auf die Kriegsmarine in dieser Region, wo 98 deutsche Kriegsschiffe und 44 Handelsschiffe zusammen mit 104.162 BRT versenkt wurden, sah sich diese am Tage der Invasion praktisch wehrlos gegenüber.:128 Unterstützung sollten die Marder von Linsen erhalten. Erstmals zum Einsatz kommen sollten auch die Schnellboote der R.S.I. (X-MAS). mo.
Die erste Flottille der K-Verbände, die 1. Sturmboot-Flottille (K-Flottille 611) vormals X-MAS, an der ligurischen Küste lief schon am 16. und am 17. August 1944 zu ihrem ersten Einsatz von San Remo aus, der jedoch erfolglos blieb.:163 Ein weiterer Angriff erfolgte in der Nacht des 25. auf den 26. August 1944:60 sowie am 27. August 1944 und am 30. August 1944, die alle keinen Erfolg hatten. Nach eigenen Angaben versenkten sie in dieser Zeit einen unbekannten alliierten Kreuzer sowie ein Motortorpedoboot. Beide Versenkungen wurden jedoch nie von alliierter Seite bestätigt, ebenso wie eine angebliche Versenkung am 28. August 1944.
Als weiterer K-Verband erreichte die K-Flottille 364 (Marder) unter Oberleutnant zur See Peter Bergers am 3. September 1944 San Remo. Mit ihm traf auch die erste Gruppe von 12 Mardern ein. Die Boote wurden sofort gefechtsklar gemacht. Der erste Angriff auf die vor San Remo kreuzenden alliierten Kriegsschiffe erfolgte am 5. September 1944 mit fünf Mardern, von denen vier verloren gingen. Drei Piloten gerieten in Gefangenschaft, einer verlor sein Leben. Die Alliierten hatten keine Verluste.:156:128:66 Bis zum 7. September 1944 traf die zweite Gruppe mit 15 Mardern in San Remo ein.
Der zweite Angriffstag variiert je nach Quellenlage am 8. September 1944:157 am 10. September 1944:66 bzw. vom 10. auf den 11. September 1944. An diesem Angriff von Vatimiglia aus, waren 10 oder 14 Marder sowie fünf Sturmboote, davon zwei italienische, beteiligt, die den Golf von St. Tropez zum Ziel hatten. Während die Sturmboote nach Feindberührung unversehrt zurückkehrten, gingen zehn Marder verloren. Die Alliierten hatten erneut keine Verluste. Um den Totalverlust der Marder komplett zu machen, beschossen am gleichen Abend alliierte Kriegsschiffe den Hafen von Ventimiglia und zerstörten die restlichen vier Marder. Die restlichen einsatzfähigen Marder wurden darauf nach San Remo zurückgezogen und von dort weiter nach Padua in die Adria.
Die in San Remo stationierten Sturmboote liefen in der Nacht vom 14. auf den 15. September 1944 zu einem weiteren Einsatz aus, der jedoch zu keiner Feindberührung führte.:159 Ein weiterer Vorstoß am 17. September 1944 mündete in Gefechten mit kreuzenden US-Zerstörern, die darauf den Hafen von San Remo beschossen und mindestens 13 Sturmboote vernichteten.
Am 19. September 1944:93 bzw. am 20. September 1944:129 trafen die ersten Kleinst-U-Boote vom Typ Molch der K-Flottille 411 unter ihrem Flottillenchef Heinrich Hille in San Remo ein. Bei den sofort beginnenden Erprobungsfahrten kam es zu mehreren tödlichen Unfällen, da nach der hastigen Verlegung von der Ostsee zum Mittelmeer die Trimmung der Molche nicht dem Salzgehalt des Mittelmeers angepasst worden war. So sank ein Molch nach Flutung der Kammern binnen Sekunden auf 60 Meter Tiefe. Obwohl die Piloten darauf sofort mit dem Ausblasen des Kopfteiles begannen, benötigte diese Prozedur zu viel Zeit, so dass das Boot durch den Wasserdruck zerquetscht wurde.
In der Nacht vom 25. auf den 26. September 1944 liefen diese zu ihren ersten Angriff von Menton und Nizza aus, wobei die Anzahl der auslaufenden Molche mit 9:160 bzw. 12 angegeben wird. Der Einsatz endete jedoch in einer weiteren Katastrophe. Nur zwei Marderpiloten überlebten den Einsatz. Die beiden heimkehrenden Marder wurden wenig später durch Fernbeschuss durch Kreuzer zerstört. Hille blieb nach dem Verlust daher keine Wahl, als die K-Flottille 411 vom Kampfgeschehen abzuziehen.:162 Der Flottillenstab wurde ohne Geräte nach Triest verlegt, wo er am 11. November 1944 eintraf. Weitere Einsätze der Molche erfolgten dort bis Kriegsende nicht mehr.:161 Dies war gleichzeitig das Ende der K-Verbände gegen die Nachschubwege des Unternehmens Dragoon.
Am 18. Oktober 1944 traf die K-Flottille 213 (Sprengboot Typ Linse) in San Remo ein. Zuvor hatte diese bereits vom 24. August bis 10. September 1944 Einsätze in der Bucht von St. Tropez gefahren, wo sie 13 Verluste zu beklagen hatten.:155 Die Sprengboote wurden in der großen Blumenhalle beim Hafen untergestellt. Den Alliierten wurde diese Position verraten, und am 20. Oktober 1944 schoss ein britischer Zerstörer die Halle in Brand. Alle 48 Sprengboote, vier italienische M.T.M. sowie 20 Transportfahrzeuge gingen dabei verloren.:170:155:125 Punkt 6
Die K-Flottille 213, nunmehr ohne Einsatzgeräte, wurde daraufhin nach Verona verlegt. Erst am 23. November 1944 konnte ihr Bestand von Linsen durch Neuzuführungen wieder auf die planmäßigen 60 Einheiten gebracht werden. Die hohen Verluste und mangelnden Erfolge der K-Verbände führte Heye auch auf die mangelhafte Ausbildung der Piloten in der Heimat zurück. Er verfasste ein entsprechendes Memorandum an das OKM, in dem er die schlechte Ausbildung der Piloten beklagte. Unter diesen Umständen, so meinte Heye, seien keine besseren Leistungen zu erwarten. Das OKM antwortete, dass „die Verwendung der K-Verbände nicht primär der Schiffsvernichtung, sondern vielmehr der Schiffsbindung diene“. Die Verluste an Mardern im Mittelmeerraum konnten erst Mitte November 1944 wieder ausgeglichen werden und wurden von neuen Einsatzanweisungen begleitet.

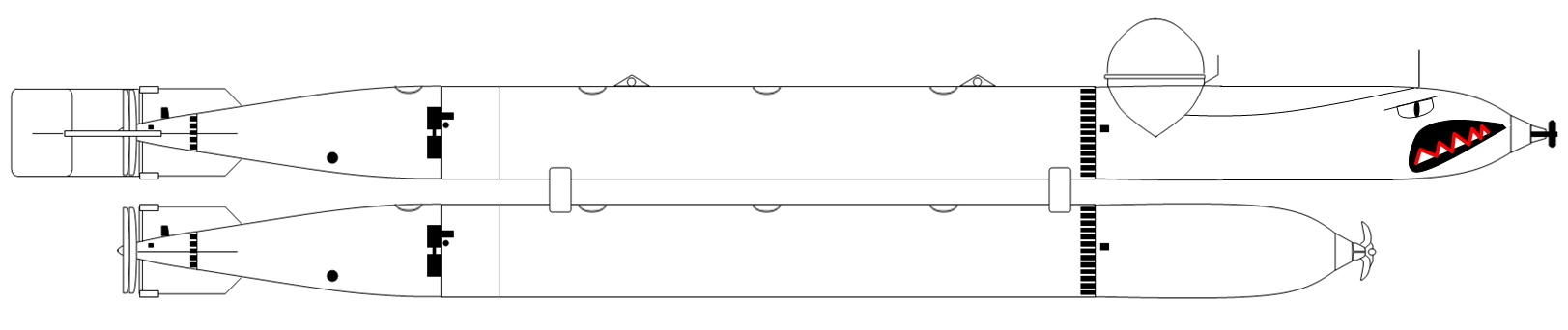
Grafische Darstellung des Marder mit „Kampfbemalung“.

So liefen in der Nacht des 18. auf den 19. November 1944 15 Marder von San Remo zu einem Angriff aus, der 8 weitere Verluste mit sich brachte. Im Dezember 1944 nahmen auch die Sturmboote der K-Verbände wieder ihren Kampf auf. Der Angriff wird dabei mit der Nacht vom 9. auf den 10. Dezember 1944:172 bzw. vom 11. auf den 12. Dezember 1944:57 angegeben. Hierbei liefen 24 Sturm- und Schnellboote von San Remo aus, um einen Geleitzug, der sich von Marseille nach Villefranche befand, abzufangen. Die Alliierten verzeichneten trotz heftiger Gefechte keine Verluste. Die K-Verbände hatten den Verlust von drei Booten zu beklagen.
Der nächste Mardereinsatz der K-Flottille 363 erfolgte in der Nacht des 18. auf den 19. Dezember 1944:173 bzw. in der Nacht des 19. auf den 20. Dezember 1944,:67 wobei die Zahl der eingesetzten Geräte mit 14:174 und 15 schwankt. Der Angriff blieb erneut ohne Erfolg und nur 6 Piloten kehrten nach San Remo zurück. Der letzte Marderangriff, ausgeführt von der K-Flottille 364, im Jahr 1944, bestehend aus 5 Booten, erfolgte am 31. Dezember 1944 vom französischen Villefranche-sur-Mer aus, der jedoch auch ohne Erfolg blieb. Vier der ausgelaufenen Piloten kehrten zurück. Danach wurden die verbliebenen Marder der K-Flottillen 363 und 364 nach Saonara an die Adriaküste verlegt.:176 Im Januar 1945 fuhren die Sturmboote der K-Verbände (K-Flottille 611) nur noch zu zwei weiteren sporadischen Angriffen aus. So am 9.:268 oder 10. Januar 1945:165:125 sowie am 17. Januar 1945. An diesem Tag konnte der französische Zerstörer Trombe durch einen Torpedoangriff beschädigt werden.:269:132 Die ebenfalls an diesem Tag eingesetzten 33 Linsen von La Spezia aus, verloren 10 Einheiten. Daraufhin wurde die K-Flottille 213 um die Jahreswende 1944/1945 nach Verona abgezogen und von dort aus für weitere Einsätze auf den Plattensee in Ungarn verlegt.:156
Im Februar und März 1945 wurden die Offensivtätigkeiten der K-Verbände eingestellt. Erst am 24. April 1945 bündelten die K-Verbände im ligurischen Raum ihre letzten Marderreserven. Von den von San Remo 17 auslaufenden Mardern gingen jedoch 15 verloren.:132 Von den 264 eingesetzten Geräten gingen bis Kriegsende 162 verloren, wobei 150 Einzelkämpfer den Tod fanden.:68 Der ebenfalls letzte Angriff der Sturmboote, der von Linsen unterstützt wurde, erfolgte in der Nacht des 22. auf den 23. April 1945, brachte jedoch auch keine Erfolge mehr. Damit waren die K-Verbände und ihre Einsätze im Ligurischen Meer beendet.

### Adria
Einsätze der K-Flottille 612 (Sturmboote):166–167
- 20. November 1944: Bergung von Verwundeten des beschädigten Lazarettschiffes Tübingen
- 24. November 1944: Von Pola 16 Sturmboote mit Einsatzraum Dugi-Otok. Abbruch wegen Schlechtwetter
- 3. und 4. Dezember 1944: Von Pola aus gegen Seeziele im Seeraum Cigale ohne Erfolg
- 6. Dezember 1944: Von Pola aus Zerstörung des Leuchtturmes Punta Nera
- 17. Dezember 1944: Von Pola aus Angriff Meiada und Sprengung von Pier und eines Lagerraumes
- 18. und 19. Januar 1945: Von Pola aus Angriff gegen Zara

Die K-Verbände in der Adria waren unter der 6. K-Division unter dem Kommando von Kapitänleutnant Witt zusammengefasst. Sie bestand aus der K-Flottille 411 (Molch), der K-Flottille 611 (nur Teile) und 612 (Sturmboote) sowie dem vollmotorisierten M.E.K. 71, welches Hauptträger der K-Operationen in der Adria war. Ferner unterstand dem deutschen Kommando eine italienische U-Flottille mit vier Kleinst-U-Booten der CB-Klasse. Das Stabsquartier lag im Februar 1945 in Pola.:271 Nicht den K-Verbänden zugehörig, jedoch mit diesen in Einsätzen kooperierend war die 1. Schnellboot-Division der Kriegsmarine. Im September 1944 begannen für das M.E.K. 71 ihre Einsätze entlang der albanischen und jugoslawischen Küste sowie der Küstenstriche Kroatiens, wobei sich die Operationsgebiete auf den nördlichen Teil der Adria konzentrierten. Die ebenfalls dort stationierten Marder fanden jedoch in diesem Seeraum keine geeigneten Seeziele vor, so dass sie die letzten Kriegsmonate zum größten Teil in den Häfen liegen blieben.
Eine der ersten K-Einsätze in der Adria fand in der Nacht 15. September 1944 durch sechs Kampfschwimmer des M.E.K. 71 statt, der auf den Hafen von Ancona abzielte und scheiterte. Auch ein erneuter Versuch am 18. September 1944 scheiterte. Im Oktober 1944 gab es ein weiteres Kommandounternehmen gegen Šibenik (Kroatien) sowie im November 1944 gegen verschiedene Häfen der dalmatinischen Inseln. Weitere Sabotageakten gegen Selve und Gruizza folgten. Im Dezember 1944 führten das M.E.K. 71 unzählige Kleinunternehmungen entlang der gesamten Küste Dalmatiens durch. Unterstützt wurden sie dabei von der 1. Schnellboot-Division. Ihre Ziele waren Straßen- und Eisenbahnbrücken, Wasser- und Elektrizitätswerke, Treibstoff- und Warenlager, aber auch Radarstationen. Kampfschwimmer waren auch auf den von Briten und Titos Partisanen besetzten Inseln Olib, Silba, Melada und Dugi Otok aktiv. Am 11. Februar 1945 griffen Kampfschwimmer den Hafen von Split an, wo sie zwei Schiffseinheiten beschädigen konnten.
Im April 1945 richteten sich diese Angriffe dann auf die Westküste Italiens, so bei Senigallia und andere. So konnten die Kampfschwimmer in diesen letzten Kriegsmonat noch einmal mehrere Treibstoffdepots und Straßenbrücken zerstören. Ferner auch elektrische Leitungsmasten und Güterwaggons. Am 21. April 1945 erging die Weisung des OKM, dass sich alle Kräfte der K-Verbände von den Adriaküsten zurückzuziehen hätten, um im Heer als Bodenunterstützungseinheiten eingegliedert zu werden. Die meisten Geräte wurden daraufhin unbrauchbar gemacht oder gesprengt. Das war das Ende der Präsenz der K-Verbände im Mittelmeer.:150–176 Das M.E.K. 71 kapitulierte in den ersten Maitagen 1945 in Vigo di Fassa. Das M.E.K. 90, dessen Einsätze weitestgehend undokumentiert sind, meldete sich im März 1945 aus Agram per Funk beim Kommandostab Süd. Danach verliert sich die Spur des M.E.K., nachdem es Deutschland erreicht hatte. Die stationierten Sturmboote liefen bis Kriegsende ebenfalls zu keiner größeren Offensive mehr aus und beschränkten ihre Zusammenarbeit mit dem M.E.K. 71.

## Nordsee

### Normandie
Am 6. Juni 1944 begann die alliierte Landung in der Normandie. Die Hoffnung, die K-Verbände in der Form der Neger und Biber als Offensivwaffe gegen die Invasionsflotte in den ersten Tagen nach der Landung einsetzen zu können, scheiterte an Verzögerungen bei deren Bau bzw. durch den langen Anmarschweg.:102 Alle K-Verbände in der Normandie unterstanden dabei der taktischen Einsatzleitung von Kapitän zur See Friedrich Böhme, dem Chef des Kommandostabes West. Eine Verwundung Böhmes führte dazu, dass er die Einsatzleitung kurzzeitig seinem Stellvertreter Oberfähnrich zur See Karl Heinz Potthast übertragen musste. Als erstes K-Kontingent traf die K-Flottille 211 mit 36 Linsen, davon 24 Gefechtsboote und 12 Leitboote am 21. Juni 1944 Honfleur ein. Kommandeur der Flottille war Kapitänleutnant Ulrich Kolbe.:72 In der Nacht des 25. auf den 26. Juni 1944 liefen nachts 8 Leitboote:510 und 23 Gefechtsboote, zunächst gezogen durch R-Boote mit Ziel Seinebucht aus. Allerdings detonierte schon im Hafenbecken durch einen Bedienungsfehler eine Linse und versenkte neben dem R-46 auch zwei Leitboote. Aufgrund der rauen See versanken am Bestimmungsort jedoch alle Linsen oder liefen bei ihren Rückmarsch voll oder auf Grund. Damit war praktisch die gesamte Flottille ohne Feindberührung verloren. Zwei weitere halbherzige Angriffsversuche in den letzten Juniwochen endeten auf dieselbe Weise, so dass Böhme am 30. Juni 1944:510 Heye melden musste, dass keine weiteren Operationen der Linsen mehr möglich seien.
Die K-Flottille 361 (Neger) mit 60 Geräten verließ Deutschland am 13. Juni. Um alliierten Luftangriffen bei Tage zu entgehen, erfolgte die Verlegung nur nachts. Am Tag wurden die Transportwagen mit Tarnnetzen in Wäldern vor Entdeckung geschützt.:507 Dies führte zu wochenlangen Einsatzverzögerungen, so dass erst am 28. Juni 1944 die erste Gruppe von 30 Negern in Trouville eintraf; sie wurde umgehend nach Villers-sur-Mer verlegt. Am 6. Juli 1944 traf die zweite Gruppe von 30 Negern ein. Damit war die K-Flottille 361 komplett. Sie sollte anschließend durch die K-Flottille 362 und K-Flottille 363, allesamt Neger, verstärkt werden, die sich zu diesem Zeitpunkt noch auf dem Anmarschweg befanden. In der Nacht des 5. auf den 6. Juli erfolgte der erste Angriff, bestehend aus 26 Negern:510, von denen zwei infolge technischen Defekts umkehren mussten.:73:103:36 Andere Quellen beziffern die ausgelaufenen Boote mit 30.:45 Die restlichen Boote griffen die ankernden alliierten Schiffe an und versenkten die beiden Minensuchboote HMS Magic um 3:35 Uhr und die HMS Cato um 5:11 Uhr mit jeweils etwa 50 Toten:904 sowie die britische Fregatte HMS Trollope. Die Trollope wurde vom Schreiberobergefreiten Walter Gerhold torpediert und sank schwer beschädigt zwei Tage später auf Grund. Es gab keine Toten. Gerhold erhielt für diese Leistung am 6. Juli 1944 das Ritterkreuz. Über die Zahl der eigenen Verluste gibt es unterschiedliche Angaben. Sie schwankt zwischen 9,:36 10,:75:60 11:58, 13:510, 15 und 16.:47 Die heimkehrenden Piloten gaben jedoch übertriebene Versenkungserfolge an. So sollten insgesamt 6 Schiffe zerstört worden sein. Johann-Otto Krieg, Chef der K-Flottille 361, wurde am 8. Juli 1944 für seine Führungsarbeit während der Operation ebenfalls mit dem Ritterkreuz ausgezeichnet. Die Propaganda schlachtete die ersten Erfolge der K-Verbände aus und stilisierte die beiden ersten Ritterkreuzträger der Waffengattung zu Helden des Reiches.

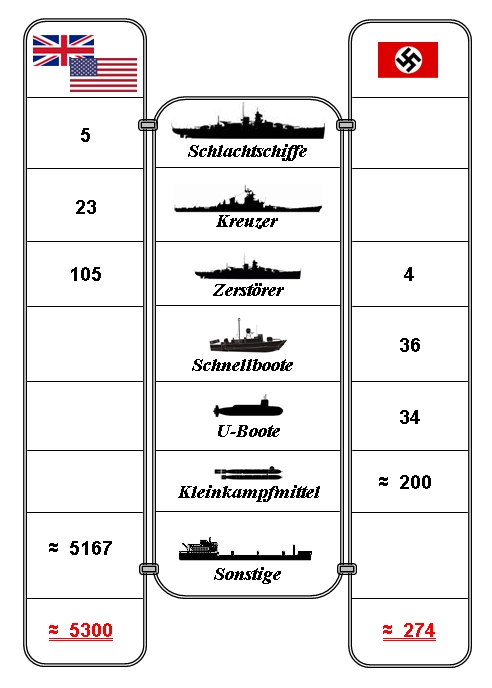
Das Kräfteverhältnis der Kriegsmarine (einschließlich K-Verbände) gegenüber der alliierten Invasionsflotte betrug zum Zeitpunkt der Invasion etwa 1:19

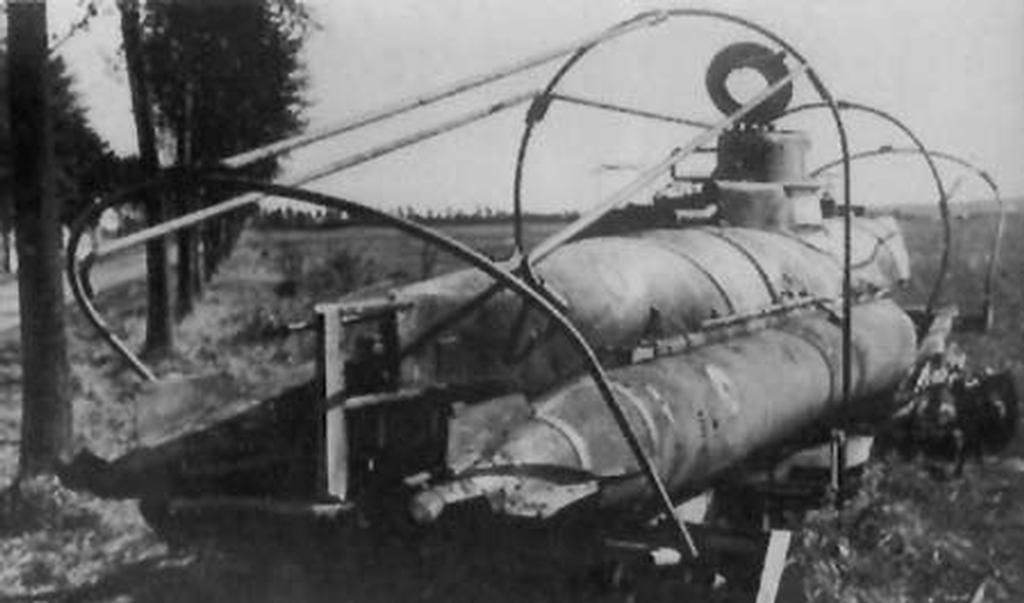
Von den Alliierten erbeuteter Biber (Aufnahme 1945)

Der zweite Angriff erfolgte bereits einen Tag später, in der Nacht von dem 6. auf den 7. Juli 1944, mit 21 Negern.:76 Wobei als Angriffsbeginn auch die Nacht vom 8. auf den 9. Juli 1944 genannt wird.:510 Der Einsatz endete mit einem Totalverlust. Keiner der auslaufenden Neger kehrte zurück. Nur zwei Piloten überlebten, gerieten aber in Kriegsgefangenschaft. Die alliierte Flotte verlor in dieser Nacht den Minensucher Pylades, und der Leichte Kreuzer Dragon wurde schwer beschädigt. Erst am 19. Juli waren die Bestände an Negern bzw. Marder wieder aufgefrischt. Die aus Deutschland eintreffende Verstärkung umfasste etwa 60 fabrikneue Marder, andere Quellen sprechen von 58:104 für die K-Flottille 361 sowie, erstmals im Einsatz, die bemannten Torpedos vom Typ Marder der K-Flottille 362. Ferner trafen 48 Linsen ein (16 Leit- und 32 Gefechtsboote). In der Nacht des 20. Juli 1944 erfolgte ein dritter Angriff, bei dem die Isis versenkt wurde. Es ist bis heute nicht erwiesen, ob der Verlust durch einen Torpedoangriff oder eine Seemine verursacht wurde. Weitere Erfolge sind nicht bekannt geworden. Auch über weitere deutsche Verluste liegen keine Zahlen vor.
Einer der größten kombinierten Angriffe von 58 Mardern der K-Flottille 362 sowie 48 Linsen, davon 12 Leitboote der K-Flottille 211 erfolgte in der Nacht vom 2. zum 3. August 1944.:510 Es war der größte, aber auch letzte Großangriff von K-Verbänden in der Normandie. Dabei verloren 41 Marder-Piloten:510 ihr Leben, was einem Verlust von 70 Prozent entsprach. Mindestens 14 Linsen, davon 6 Gefechtsboote gingen ebenfalls verloren.:510 Andererseits erlitten auch die Alliierten in dieser Nacht ihre größten Verluste durch Kleinkampfmittelangriffe. Beim Untergang des britischen Zerstörers HMS Quorn verloren 130 Besatzungsmitglieder ihr Leben. Ebenfalls versenkt wurden der Minensuchtrawler HMS Gairsay und das Landungsboot LCG 764. Schwere Beschädigungen erlitten die Schiffe Fort Lalla Rouge, Samlong und MMS Durban. Für die Versenkung von HMS Quorn wurde der Oberfernschreibemeister Herbert Berrer mit dem Ritterkreuz ausgezeichnet. Auch Alfred Vetter erhielt das Ritterkreuz. Am 26. August 1944 wurde Friedrich Böhme als Kommandeur der K-Flottillen mit dem Ritterkreuz ausgezeichnet, und am 3. November 1944 erhielt Helmut Bastian das Ritterkreuz. Nach dieser 6. Verleihung erfolgten bis Kriegsende keine weiteren Verleihungen des Ritterkreuzes mehr an Angehörige der K-Verbände. Nach dieser Schlacht waren die K-Verbände fast völlig vernichtet, so dass am 6. und 7. August 1944 die Angriffe nur durch Schnellboote der Kriegsmarine und Langstreckentorpedos vom Typ Dackel fortgesetzt werden konnten.
In der Nacht des 8. auf den 9. August 1944
:510 wurden alle noch zur Verfügung stehenden Linsen der K-Verbände für einen weiteren Angriff mobilisiert. Darunter 12 Leit- und 16 Gefechtsboote.:510 Der Angriff auf den Schiffsverkehr vor Courseulles-sur-Mer brachte keinen bestätigten Erfolg, obwohl die Rückkehrer die Versenkung von mindestens 9 Schiffen geltend machten.:510 Nur 8 Leitboote überlebten die Kampfhandlungen. Am 10. August und am 14. August 1944 kamen erneut die Langstreckentorpedos Dackel zum Einsatz, die wieder von Schnellbooten abgeschossen wurden und nicht bestätigte Verluste beim Gegner nach sich zogen. Erst in der Nacht des 15. auf den 16. August 1944 traten die K-Verbände, die inzwischen Verstärkung aus der Heimat erhalten hatten, wieder in Aktion. In dieser Nacht liefen 11 Marder:510 der K-Flottille 363 aus, von denen aber aufgrund der rauen See sieben umkehren mussten. Die restlichen vier kehrten ohne Erfolg zurück.:105 Andere Quellen beziffern den Verlust von 5 Mardern.:510
Einen Tag später, vom 16. auf den 17. August 1944:510, erfolgte der letzte Einsatz der bemannten Torpedos in der Normandie. Durch Bündelung aller noch verfügbaren Geräte konnten noch einmal 42 Marder:510 für einen Einsatz mobilisiert werden. Bei 26:510 eigenen Verlusten (Quote 62 %) konnten das Landungsboot LCF 11 und das kleine Schulschiff HMS Fratton (757 BRT) versenkt werden. Das französische Schlachtschiff Courbet, am 9. Juni 1944 bereits als Blockschiff auf Grund gesetzt, erhielt zwei Direkttreffer. Einen Volltreffer erhielt auch das Transportschiff Iddesleigh, der es allerdings nicht zum Sinken brachte.:106
Aufgrund der hohen Verluste der K-Verbände entschied Friedrich Böhme, Chef des Kommandostabes West, die Reste der K-Flottillen 362 und 211 am 18. August 1944 endgültig aus der Normandie abzuziehen. Von 158 Negern und Mardern waren bis August 1944 insgesamt 105 verloren gegangen, was eine Verlustquote von rund 60 % ausmacht.:509 Anschließend wurde die Marder-Flottille nach Dänemark verlegt und kam bis Kriegsende nicht mehr zum Einsatz. Die sich bereits auf dem Anmarsch befindlichen Marder und Linsen wurden gestoppt und zurückbeordert. Als am 20. August 1944 starke Panzerverbände der Alliierten aus ihren Brückenköpfen hervorstießen, brach die deutsche Front in Frankreich endgültig zusammen. Hunderttausende Wehrmachtsangehörige flohen Richtung Osten und verstopften mit ihren Kolonnen sämtliche Zufahrtsstraßen. Dort wurden sie ein leichtes Ziel der den Luftraum beherrschenden alliierten Kampfflugzeuge. Eine deutsche Kolonne bewegte sich jedoch gegen den Strom Richtung Fécamp. In deren Kommandowagen saß Korvettenkapitän Hans Bartels, Befehlshaber der 1. Biber-Flottille (K-Flottille 261). In seiner Tasche befand sich ein Sonderausweis, der vom Oberbefehlshaber der Kriegsmarine, Karl Dönitz, unterzeichnet war::154

„Korvettenkapitän Hans Bartels ist Führer eines Sonderkommandos der Kriegsmarine. Er befindet sich in Ausführung meiner direkten Befehle. Sein Auftrag ist geheim; niemand ist berechtigt, darüber Auskunft zu verlangen. Auf seinen Wunsch ist ihm alle nur mögliche Unterstützung zu gewähren, damit er sein Ziel erreichen und seine Aufgabe erfüllen kann“

Der Anmarsch der Biber-Flottille mit 20 Schulungsbibern erfolgte vom 22. bis 27. August 1944 von Belgien aus über Tournai. Ihr eigentlicher Bestimmungsort Le Havre war bereits von alliierten Truppen besetzt worden, so dass nur der bedrohte Hafen von Fécamp übrig blieb, um den Kampf gegen die Schiffsziele in der Seinebucht wieder aufzunehmen.:128 Ihr Anmarsch war aufgrund der alliierten Lufthoheit ebenfalls chaotisch verlaufen. Auf dem Weg zur Front waren mehrere Soldaten getötet und einige Biber zerstört oder beschädigt worden. Unterstützt werden sollten die Biber von einer neu aufgestellten Flottille von Linsen, die aber aufgrund des schnellen Vorstoßes der Alliierten auf dem französischen Festland in Brüssel festsaßen und schließlich wieder nach Deutschland zurück verlegt werden mussten. In der Nacht des 29. auf den 30. August 1944 nahmen die Biber den Kampf der K-Verbände auf. Von den 22 zu Wasser gelassenen Bibern, konnten jedoch aufgrund der Hafenschäden nur 14:111:510 Biber, andere Quellen benennen 16:93 zu ihrem ersten Gefechtseinsatz auslaufen. Es herrschten Windstärken 4 bis 5, was dazu führte, dass zwölf von ihnen ihren Einsatz vorzeitig abbrechen mussten. Die zwei verbliebenen Biber, die von Leutnant zur See Dohse von Funkmaat Bösch gesteuert wurden, machten nach ihrer Rückkehr geltend, einen unbekannten Liberty-Frachter und ein größeres Handelsschiff versenkt zu haben. Beide gemeldeten Versenkungen wurden jedoch nie von alliierter Seite bestätigt.:111:128 Die Entwicklung an der Landfront erzwang schon am 31. August die hastige Evakuierung des Hafens von Fécamp, wobei der Großteil der Biber gesprengt werden musste. Die wenigen Geräte, für die geeignete Transporter zur Verfügung standen, verließen den Hafen nur eine Stunde vor dessen Einnahme durch die Alliierten und wurden bald darauf durch britische Panzer zerstört. Beim hastigen Rückzug fiel den Alliierten ein beschädigter Biber in die Hände, der unverzüglich nach Portsmouth zur Untersuchung gebracht wurde.:154 Die verbliebenen Biber wurden nach Rotterdam verlegt und dort neu aufgestellt, um den alliierten Schiffsverkehr am Unterlauf der Schelde zu bekämpfen.:161

### Scheldemündung

#### Oktober bis Dezember 1944
Nach dem Abzug der K-Verbände aus der Normandie fand eine Neugliederung statt. Ein Teil wurde in Norddeutschland und später Norwegen stationiert, ein anderer an das Ligurische Meer und an die Adria verlegt. Diese beiden Gruppen spielten bis Kriegsende keine größere Rolle mehr. Der wesentliche Kern der K-Verbände konzentrierte sich von nun an im holländisch-belgischen Küstenraum.
Die weit verzweigten und zum Teil flachen Gewässer der Schelde boten den K-Verbände optimale Bedingungen und zugleich die Basis zur Versorgung der eingeschlossenen deutschen Truppen in Dünkirchen. Da die Neger und Marder für eine Verlegung nach Dänemark und Norwegen vorgesehen waren, sollten die Kämpfe an der belgisch-niederländischen Küste ausschließlich durch Biber und Linsen erfolgen. Den Linsen wurden dabei drei wichtige Aufgaben übertragen. Zum einen der Angriff auf den alliierten Geleitzugverkehr in der Schelde sowie den Schutz des deutschen Nachschubes für Dünkirchen und ferner der Transport und die Unterstützung von Kommandounternehmen der M.E.K.s. Zu diesem Zweck sollten alle Sprengboot-Flottillen zum Einsatz kommen. Unterstützt wurden sie dabei von den Kleinst-U-Booten des Typs Seehund, deren Operationsgebiet von der Themsemündung bis zur Straße von Dover reichte. Die Schelde war für die Versorgung der 2. US-Armee über den Hafen von Antwerpen von allerhöchster strategischer Bedeutung, insbesondere nachdem die Schelde-Mündung in der Scheldeschlacht mit Ausnahme der „Festung Dünkirchen“ bereits in alliierte Hände gefallen war. Zu diesem Zweck wurden alle K-Verbände, einschließlich des M.E.K. 60, die sich im Gebiet Dünkirchen-Hangsthol-Nordjütland-Helgoland befanden, dem „Kommandostab Holland“ unter Korvettenkapitän Werner Musenberg unterstellt.

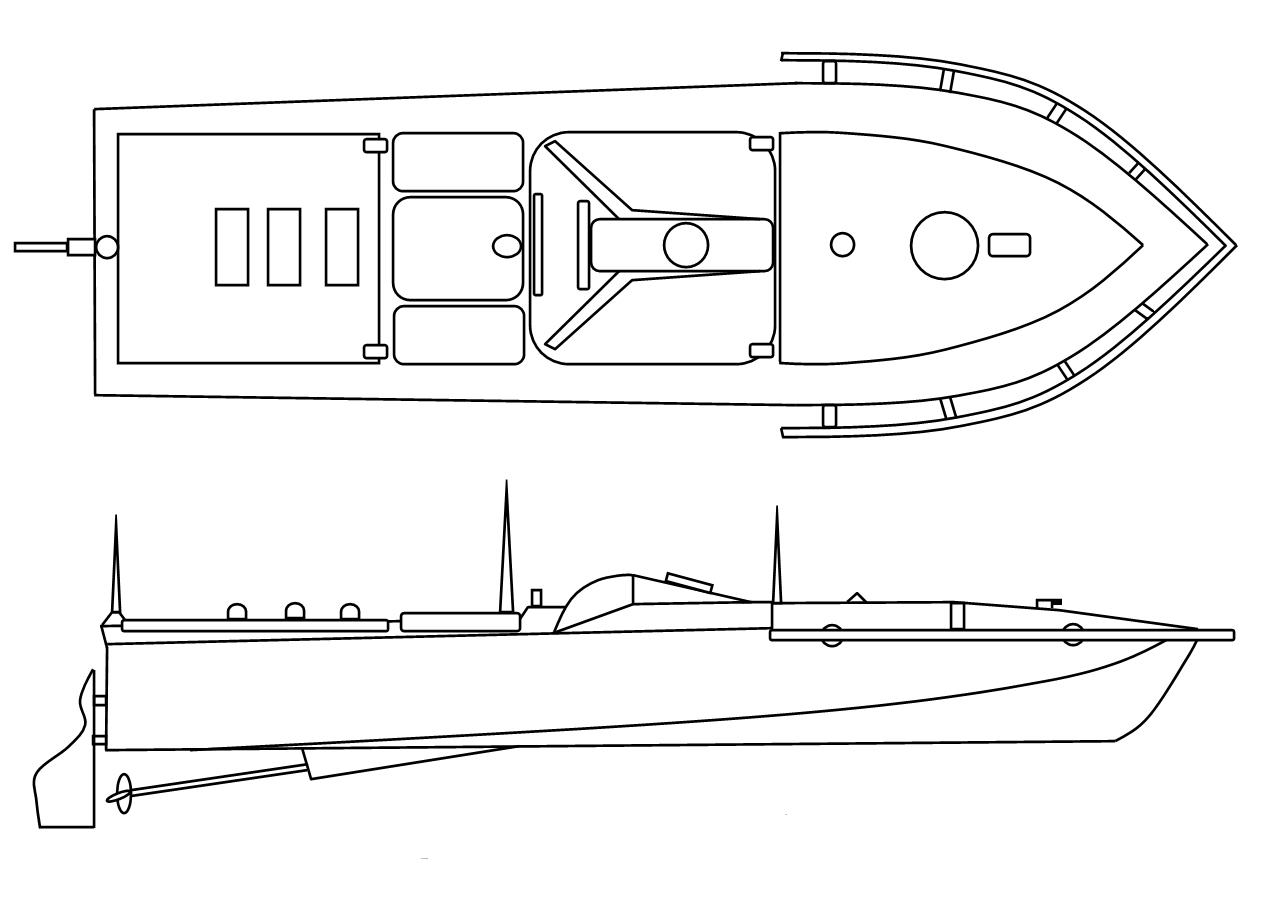
Standardausführung des Sprengboots Linse

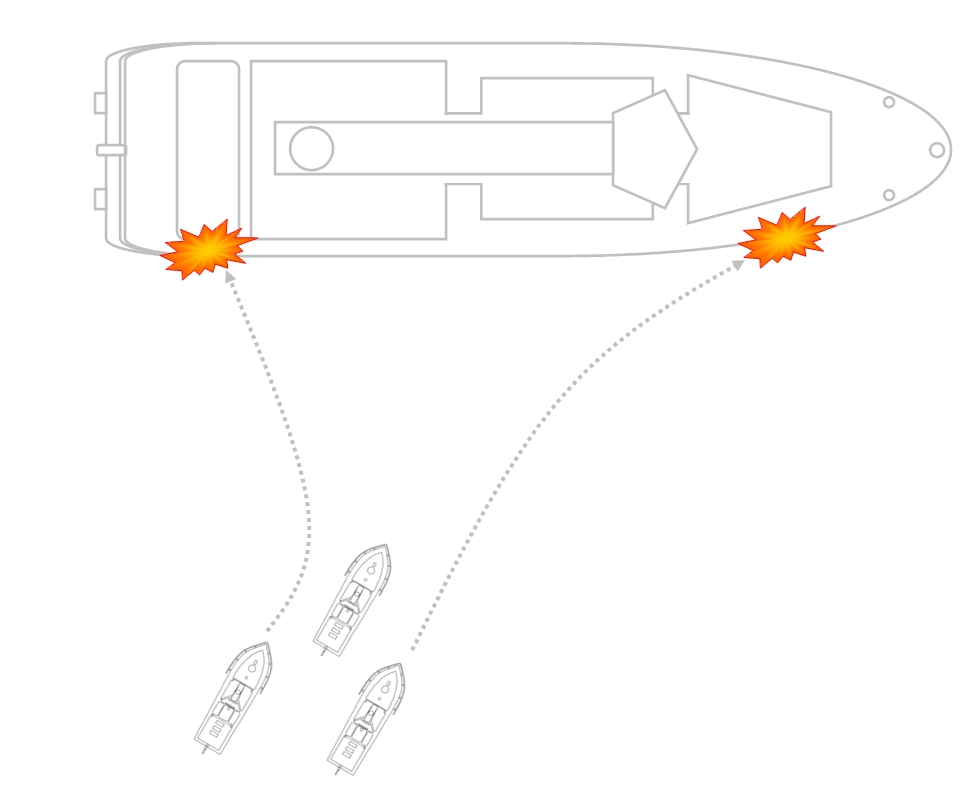
Sprengboot-Angriff (schematische Darstellung); das mittige Boot fungiert als Kommandoboot, die beiden äußeren als Gefechtsboote

Anfang Oktober 1944 war die Aufstellung abgeschlossen, so dass am 5. Oktober 1944 der erste Einsatz erfolgen konnte. An der Operation waren alle 60 Linsen der K-Flottille 214 beteiligt, so eine Gruppe, die im Rahmen des M.E.K. 60 Versorgungsgüter im Rahmen des Unternehmens Kamerad in die Festung Dünkirchen bringen sollte. Aufgrund mangelnder Absprachen mit anderen deutschen Einheiten wurden auf dem Anmarschweg jedoch versehentlich zwei Linsen durch Eigenbeschuss zerstört. Die Unternehmung wurde daraufhin angebrochen. Die anderen vier Gruppen liefen zu Gefechten mit britischen Minensuchbooten in der Schelde aus. Die folgenden Kampfhandlungen endeten für die K-Verbände mit einer Niederlage. Keines der angegriffenen Ziele konnte versenkt oder beschädigt werden, und von 60 Linsen kehrten nur 26 nach Vlissingen zurück.:222 Eine andere Quelle benennt in diesem Zusammenhang den Verlust von 36 Linsen.:125 Punkt 5 Am 12. Oktober traf als Verstärkung die K-Flottille 215 mit 60 Booten in Groningen ein, die danach nach Rotterdam verlegt wurden. Von dort wurden 28 Linsen nach Vlissingen transportiert.
In der Nacht des 22. Oktober 1944 wurden diese 28 Linsen erneut mit der Versorgung der Festung Dünkirchen betraut; dabei gingen 14 Boote vermutlich durch feindliches Artilleriefeuer verloren. Die anderen 14 Boote kehrten nach Verlust des Kontaktes zum Kommandoboot um. Das Unternehmen war gescheitert, wurde jedoch bereits am 24. Oktober 1944 durch Sprengboote der K-Flottille 215 wiederholt. Auch dieser Einsatz scheiterte. Weitere Angriffe mit 12 Linsen am 26. sowie am 27. Oktober 1944 blieben erneut wirkungslos. Die für diesen Zeitraum geltend gemachten Beschädigungen zweier Leichter wurde nicht von alliierter Seite bestätigt. Noch am 30. Oktober liefen erneut zwei Rotten der K-Flottille 215 zu weiteren Unternehmungen aus. Über Erfolge ist nichts bekannt geworden. Am 1. November betrug die Stärke der K-Verbände im Scheldenraum 126 Boote, davon 96 Linsen und 30 Biber.:205 Am 8. November ging der Stationierungsort Vlissingen verloren und wurde von einer polnischen Division eingenommen.
Neue Sammelpunkte für Linsen wurden die Häfen von Den Helder (36 Boote), Scheveningen (36 Boote) und Hellevoetsluis (24 Boote). Bedingt durch die schlechte Wetterlage waren bis Ende November 1944 keine weiteren Angriffe der K-Verbände auf der Schelde möglich, und die vierwöchige Unterbrechungszeit wurde für Reparaturen und die dringende Zuführung von Verstärkungen genutzt. Ferner auch für die Umrüstung von Bibern und Linsen zu Minenträgern.:223 Erst am 21. November liefen wieder einige Linsen aus, um den von den Alliierten besetzten Hafen von Moerdijk anzugreifen.:208 Sie fanden dort aber keine Schiffe vor und beschädigten stattdessen die dortige Hafeneinrichtung. Danach verschlechterte sich das Wetter erneut, so dass weder Linsen noch Biber, die inzwischen mit zwei Flottillen in Poortershaven, Hellevoetsluis und Groningen eingetroffen waren, in die Kämpfe eingreifen konnten. Ein Einsatz von 12 Linsen am 5. Dezember 1944 führte zum Totalverlust aller Boote. Am 17. Dezember 1944 liefen wieder 27 Linsen trotz des schlechten Wetters aus. Ihr Einsatz brachte keine Erfolgsmeldungen. Bei der Wiederholung des Einsatzes am 18. Dezember 1944 erreichten nur drei Boote das Zielgebiet, 13 Linsen waren auf den Anmarschweg auf Grund gelaufen. Ein erneuter Vorstoß, dieses Mal mit 21 Linsen am 19. Dezember 1944, führte zu keinen Feindkontakt, aber 5 Boote gingen verlustig.:224–225
Der erste Biber-Einsatz begann in der Nacht vom 22. zum 23. Dezember 1944 mit acht Bibern aus Poortershaven und 10 Bibern aus Hellevoetsluis.:225:81 In dessen Verlauf konnten die Biber die Versenkung des unter amerikanische Flagge fahrenden Frachters Alan A. Dale (4707 BRT), vormals ein dänisches Handelsschiff, in der Schelde-Mündung geltend machen. Alle 65 Besatzungsmitglieder überlebten den Angriff. Die K-Verbände verloren bei diesem Einsatz 12 der 18 eingesetzten Biber.:213–214 In der Nacht des 23. auf den 24. Dezember 1944 liefen weitere 11 Biber von Hellevoetsluis zur Schelde aus. Einer versank bereits beim Anmarsch ohne Feindeinwirkung, ein weiterer lief sich fest, und die verbliebenen neun gingen alle verloren. Ein weiterer Angriff von drei Bibern in der darauffolgenden Nacht vom 24. auf den 25. Dezember 1944 endete erneut mit einem Totalverlust; ihr Schicksal ist unbekannt. Die gleichfalls am 24. Dezember eingesetzten Linsen konnten ebenfalls keine Erfolge verzeichnen. Am 25. Dezember gingen sechs Biber bei einem Mineneinsatz verloren. Am 27. Dezember folgte ein weiteres Unglück der K-Verbände: Vermutlich durch einen technischen Defekt löste sich der Torpedo eines Biber in der Schleuse des Voore-Kanals, und von den in der Schleuse versammelten 14 Bibern gingen 11 verloren.
| Standort       | Anzahl | Waffengattung |
| -------------- | ------ | ------------- |
| Groningen      | 60     | Linsen        |
| Den Helder     | 36     | Linsen        |
| Scheveningen   | 24     | Linsen        |
| Hellevoetsluis | 12     | Linsen        |
| Dordrecht      | 12     | Linsen        |
| Poortershaven  | 30     | Biber         |
| Groningen      | 59     | Biber         |

Die drei unbeschädigten Boote liefen aus und gingen allesamt verloren. Der letzte Biber-Einsatz lief in der Nacht des 29. auf den 30. Dezember 1944 an. Von den 15 auslaufenden Kleinst-U-Booten kehrten nur 5 zurück. Die Zahl der so bis Jahresende verlorenen Biber variiert je nach Quellenlage zwischen 31,:235 ca. 50 (bis 27. Dezember 1944):82 bzw. 52 Fahrzeugen. Eine Aufstellung der hier genannten Einsätze dokumentiert jedoch einen Verlust von 53 Bibern. Dem entgegen stand nur die Versenkung eines einzelnen Schiffes. Ferner verloren die K-Verbände bis Jahresende etwa 115 Linsen. Die massiven Verluste an Bibern, die kaum noch durch Zuführung neuer Geräte aufgefüllt werden konnten, zwangen Kapitän zur See Werner Musenberg Ende 1944, bei der Seekriegsleitung anzufragen, ob eine Aussetzung aller Biber-Operationen denkbar wäre. Er führte die zahlreichen Technikdefekte und die fehlenden Informationen hinsichtlich der tatsächlichen alliierten Schiffsbewegungen auf der Schelde-Mündung an und schlug vor, man solle zunächst die Erfahrungen der anlaufenden Seehund-Operationen auswerten, um dann über einen Fortgang der Biber-Einsätze zu entscheiden. Dönitz lehnte jedoch, vor dem Hintergrund des „Totalen Kriegseinsatzes“, den Vorschlag ab. Zum Jahreswechsel standen nunmehr nur noch 50 Reserve-Biber zur Verfügung; weitere 60 wurden als Verstärkung erwartet.

#### Januar bis April 1945
Der Januar 1945 brachte so schlechtes Wetter, dass nahezu jeder Einsatz der K-Verbände auf der Schelde abgesagt werden musste. Bei einem dieser wenigen Unternehmen, das am 9. Januar mit 12 Linsen gegen Schiffsziele geführt wurde, ging ein Boot bei hoher Seegang und schlechter Sicht verloren.:158 Mitte Januar 1945 trafen 27 Linsen als Verstärkung in Den Helder ein. Ein in der Nacht vom 24. auf den 25. Januar von Hellevoetsluis aus befohlener Einsatz mit 9 Linsen führte zum Verlust von 6 Booten.:260 In der Nacht vom 29. auf den 30. Januar verließen 15 Biber  ihren Stützpunkt in Poortershaven zu einem ebenfalls katastrophal verlaufenden Angriff. Fünf Fahrzeuge kehrten wegen technischer Defekte um, eines strandete, und die übrigen sechs gingen, ohne Erfolge zu verbuchen, verloren.:260 Am 3. Februar 1945 erfolgte ein schweres Bombardement des Biber-Stützpunkts durch Lancaster-Bomber mit „Tallboys“, bei dem die Biber in ihren Bunkern zwar unbeschädigt blieben, doch die zerstörten Hafeneinrichtungen für den Rest des Monats weitere Einsätze verhinderten. Die als Ersatz am 19. und 21. Februar mit 15 beziehungsweise 9 Linsen geführten Operationen blieben jedoch gleichfalls erfolglos. Am 21. Februar 1945 griffen auch erstmals Molche in das Kampfgeschehen ein, wobei in diesem Fall die Angaben differenzieren. Während die Einsatzzahl der Boote mit 14:102 (4 von Schevingen und 10 von Hellevoetsluis aus) ebenfalls 14:300:95 (10 von Schevingen schleppend und 4 von Hellevoetsluis aus) und 12 Booten angegeben wird, werden für die Verluste 6,:93 8 und 10 Boote genannt.:265
| Standort       | Anzahl | Waffengattung    |
| -------------- | ------ | ---------------- |
| Hellevoetsluis | 27     | Linsen           |
| Scheveningen   | 33     | Linsen           |
| Den Helder     | 27     | Linsen           |
| IJmuiden       | 26     | Seehunde         |
| Rotterdam      | 30     | Molche           |
| Poortershaven  | 20     | Biber            |
| Amersfoort     | 60     | Molche (Reserve) |
| Zeist          | 60     | Molche (Reserve) |

Anfang März 1945 hatte sich das Wetter so weit gebessert, dass die K-Verbände wieder eingesetzt werden konnten. Am 6. März 1945 löste sich bei der Vorbereitung eines Angriffes im Hafen von Hellevoetsluis versehentlich der Torpedo eines Biber. Die Explosion zerstörte 14 andere Biber und beschädigte neun weitere schwer. Die restlichen elf, die anschließend noch ausliefen, gingen allesamt verloren. Damit war innerhalb eines Tages eine ganze Biber-Flottille verloren gegangen.:301–302:268:83 Am 10. März 1945 liefen sechs Linsen in Richtung Schelde-Mündung aus, von denen zwei durch Abwehrfeuer verloren gingen. Den anderen vier Booten gelang die Heimkehr, aber sie waren erneut erfolglos geblieben.:302:159 In der Nacht des 11. auf den 12. März 1945 erfolgte ein Großangriff, an dem 27 Linsen, 15 Biber und 14 Molche der K-Flottille 1/412, die sich eigentlich schon auf den Weg nach Dänemark befanden, und 27 Linsen beteiligt waren. Der Einsatz endete in einem Fiasko. 13 der 15 Biber gingen verloren, neun der 14 Molche kehrten nicht zurück, 16 Linsen:303:84 wurden vom Gegner zerstört. Insgesamt lag die Verlustquote des Einsatzes, der ohne Erfolg blieb, bei nahezu 70 %. Der größte Teil der Verluste wurde dabei nicht von alliierten Schiffen verursacht, sondern ging auf das Konto von Flugzeugen des Typs Swordfish, die am 11., 12. und 13. März 1945 weitere neun Biber versenken konnten. Die alliierte Lufthoheit war zu diesem Zeitpunkt so erdrückend, dass es sich die Royal Air Force leisten konnte, Treibjagden auf einzelne Biber und Linsen zu veranstalten. Danach vermerkte das OKM, dass die Molche aufgrund der kalten Umgebungstemperatur, die zu Lasten der Batterien gingen, nicht für den Einsatz in der Schelde zu gebrauchen seien; sie wurden daher vollständig abgezogen. Der letzte Bibereinsatz in der Nacht des 23. auf den 24. März 1945, an dem noch einmal 16 Boote von Poortershaven zum Minenlegen in die Schelde ausliefen, kostete 9 weitere Menschenleben.:305
Der Niedergang der Linsen, Biber und Molche im März 1945 endete damit, dass von 56 eingesetzten Kleinst-U-Booten 42 verloren waren, ohne einen einzigen Erfolg verbucht zu haben. Bei den Linsen-Piloten sah es nicht viel besser aus: Von den eingesetzten 66 Booten waren 27 zerstört worden, und auch sie konnten keine Versenkungen oder Beschädigungen melden. Die aufgestellte K-Flottille 413 (Molche) war als Verstärkung für Holland vorgesehen, kam aber zu keinem Einsatz mehr. Die K-Verbände auf der Schelde waren somit binnen eines Monats von den Alliierten ohne eigene Verluste vernichtend geschlagen worden. Das große Sterben der Biber- und Linsen-Besatzungen dauerte aber noch bis Mitte April 1945.:300–308
Mit Beginn des Monats April 1945 war der gesamte Scheldenraum von britischen Streitkräften besetzt worden. Die dadurch eingeschlossenen K-Verbände konnten daher nicht mehr mit Nachschub über Land versorgt werden. Die letzten Stützpunkte der Linsen waren Scheveningen und Hellevoetsluis, wo nur noch 51 Linsen einsatzfähig waren. Bei den Bibern sah es nicht besser aus. Am 9. April liefen dennoch fünf Biber von Hoek van Holland aus, von denen vier verlorengingen.:272 In der Nacht vom 11. auf den 12. April 1945 ging ein weiterer Biber verloren. Ein gleichzeitig in dieser Nacht rollender Angriff von 15 Linsen scheiterte unter hohen Verlusten. Ein weiterer Angriff vom 17. zum 18. April 1945 musste wegen schlechtem Wetter abgebrochen werden. Mitte April standen nur noch eine Handvoll Biber zur Verfügung. Vizeadmiral Friedrich Frisius, der in Dünkirchen zugegen war, schlug vor, die verbliebenen Einheiten in seinen Festungsbereich zu verlegen, aber dies wurde mit der Erklärung abgelehnt, dass man auf diese Boote nicht verzichten könne. Stattdessen liefen für dessen Versorgung in der Nacht des 20. auf den 21. April 1945 von Hoek van Holland 12 Biber Richtung Dünkirchen aus, von denen nur 6 zurückkehrten.:273 In der darauffolgenden Nacht, vom 21. auf den 22. April 1945, liefen von Hellevoetsluis wieder 6 Biber zu einem Mineneinsatz in die Schelde aus, von denen vier nicht mehr zurückkehrten.:323 Nach diesen Verlusten existierten die Biber-Flottillen de facto nicht mehr. Der letzte Biber-Einsatz erfolgte am 26. April 1945, bei dem vier Boote von Rotterdam Richtung Schelde zum Mineneinsatz ausliefen; nur ein Boot kehrte von dieser Mission zurück. Der verlustreiche Kampf auf der Schelde ging, ohne militärischen Nutzen, Ende April 1945 zu Ende und mündete für die dortigen K-Verbände in einer totalen Niederlage.

### Seehundeinsätze 1945
Im Dezember 1944 war die Gesamtproduktion des neuen Kleinst-U-Bootes Seehund auf insgesamt 169 Boote gestiegen. Nun war es möglich, die nur bedingt seetauglichen Kleinst-U-Boote vom Typ Hecht beim „Lehrkommando 300“ als Schulungsboote abzulösen und schrittweise durch Seehunde zu ersetzen. Mitte Dezember 1944 verfügte das Lehrkommando bereits über 25 Seehunde. Die Aufstellung der 1. Seehund-Flottille (K-Flottille 312), unter dem Befehl von Leutnant zur See Albrecht Kiep, erfolgte am 24. Dezember 1944. Ihre Verlegung über Land in die Niederlande folgte umgehend. Stationierungshafen sollte IJmuiden werden; dort befand sich bereits ein Stützpunkt von deutschen Schnellbooten. Ende Dezember 1944 waren 24 Seehunde eingetroffen, so dass am 28. Dezember 1944 die Gefechtsbereitschaft der Seehund-Flottille gemeldet werden konnte. Erstmals eingeführt wurde hier auch die Kennung der Seehunde durch das entsprechende Kürzel U gefolgt von der fortlaufenden Produktionsnummer. Das von Konteradmiral Leo Hepp genannte Operationsgebiet umfasste die Außenschelde zwischen dem Gebiet Ostende-Kwinte Bank 3°10 Ost sowie das von der Südküste Englands westlich 10°50 Ost und südlich 52° Nord. Damit war auch der alliierte Schiffsverkehr nach Antwerpen eingeschlossen. Kurze Zeit später wurden die Verbände durch die K-Flottille 313 unter Kapitänleutnant Carl Borm verstärkt. Unterstellt waren die Seehund-Flottillen dem Kapitänleutnant Hermann Rasch der seinen Gefechtsstand in IJmuiden hatte.

#### Januar
Am 1. Januar 1945 verließen je nach Quelle 17 oder 18:109 Kleinst-U-Boote der 1. Seehund-Flottille:244:257:76 den Hafen von IJmuiden zu ihrer ersten mehrtägigen Feindfahrt. Ziel war ein alliierter Geleitzug vor der Schelde-Mündung. Dönitz befahl in diesem Zusammenhang aus Mangel an Alternativen, dass die zur Verfügung stehenden S-Booten unter Zurückstellung ihrer eigentlichen Offensivaufgabe den auslaufenden Seehunden als Geleitschutz dienen sollten. Gleichzeitig verbot er das weitere Auslegen von Minen, um das Operationsgebiet der Seehunde nicht noch weiter einzuschränken und Gefahr zu laufen, sie in den eigenen Minenfelder zu verlieren.:513
Die potentielle Minengefahr führte dazu, dass einer der eingesetzten Seehunde kurz nach Verlassen der Schleuse auf eine Seemine auflief und explodierte. U 5035 hingegen musste infolge eines technischen Defekts zurückkehren. Die restlichen 16 Boote erreichten ihr Zielgebiet. Der erste Einsatz verlief jedoch katastrophal. Bis zum 5. Januar 1945 gingen 15 der eingesetzten 17 Seehunde verloren. Darunter U 5024, U 5305, U 5309, U 5311,  U 5318 und U 5327. Einzig U 5035 und U 5013 kehrten nach IJmuiden zurück. 18 Piloten galten als tot, der Rest war vermutlich in Gefangenschaft geraten. An Erfolgen konnten die zwei heimkehrenden Boote nur die Versenkung des britischen Kriegsfischkutters HMT Hayburn Wyke (324 ts) am 2. Januar 1945 durch U 5304 geltend machen.:258:94:513:179 U 5304 lief bereits auf dem Rückweg befindlich gleichfalls auf eine Seemine und sank; die Besatzung kam dabei ums Leben. Der Totalverlust der K-Flottille 312 war ein Schock für die Verantwortlichen. In der vom 6. auf den 7. Januar 1945:87 verließen wieder zwei Seehunde IJmuiden, mussten jedoch aufgrund technischer Defekte umkehren.
Über die Anzahl der eingesetzten Seehunde am 10. Januar 1945 von IJmuiden aus, den zweiten Angriff dieser Boote, liegen unterschiedliche Aussagen vor. Ihre Anzahl wird mit 4:87, 5:257 und 4:111 angegeben. U 5311 brach seinen Einsatz nach Problemen mit dem Trimmsystem vorzeitig ab. Ebenso U 5035, das nach seiner Entdeckung durch Wasserbomben beschädigt war. U 5042 musste von der Besatzung auf den Strand gesetzt werden, da sowohl Diesel als auch Batterieladung für den Elektroantrieb nach erfolgloser Suche nach Seezielen aufgebraucht waren. Einzig das Boot unter Leutnant Albrecht Kiep und seinem Leitenden Ingenieur Palaschewski konnten die vermutliche Versenkung eines 3000 BRT großen unbekannten Kohledampfers im Marinequadrat AN 7935 angeben, der jedoch nicht bestätigt werden konnte. Am 15. Januar 1945 trafen neue Seehunde der K-Flottille 313 (2. Seehund-Flottille) zur Verstärkung ein, so dass der Bestand an diesen Kleinst-U-Booten am 20. Januar 1945 wieder 26 betrug.:261 Der 3. Angriff von 10 Seehunden erfolgte am 17. Januar 1945 von IJmuiden aus, der jedoch ohne Erfolg blieb. Alle Boote kehrten unversehrt in den Hafen zurück.:180
| Standort                  | Anzahl | Waffengattung |
| ------------------------- | ------ | ------------- |
| Hellevoetsluis/Schevingen | 51     | Linsen        |
| IJmuiden                  | 29     | Seehunde      |
| Rotterdam                 | 24     | Biber         |
| Amersfoort                | 60     | Molche        |

Am 21. Januar 1945 liefen erneut 10 Seehunde aus.:88 Von technischen Defekten verfolgt, mussten unter anderem U 5033, U 5368, U 5334, U 5339 aufgegeben werden. Später folgte ein Boot nach der Kollision mit einer Boje sowie ein weiteres, dessen Leitender Ingenieur (LI) stark seekrank wurde (das Boot wurde später gesprengt). Die drei verbliebenen Seehunde erreichten ihr Operationsgebiet. Eines davon, U 5303, kam durch Kompassausfall so weit vom Kurs ab, dass es am 25. Januar an der englischen Küste bei Great Yarmouth strandete und dort von der Besatzung gesprengt werden musste; die Besatzung wurde anschließend von dem britischen Tanker Beacon entdeckt und aufgegriffen. Die beiden anderen Seehunde kehrten nach IJmuiden ohne Erfolge zurück.:261–264:258–259:111 Danach verschlechterte sich das Wetter rapide, und den Hafen von IJmuiden überzog eine Eisschicht, der jede weitere Operation unmöglich machte.:284 Am 29. Januar 1945 liefen 10 Seehunde in zwei Gruppen zu je fünf Booten von IJmuiden aus,:91 wobei die eine Gruppe das Seegebiet von Dumpton ansteuerte und die andere nach Margate abdrehte. U 5041, U 5342 sowie weitere 6 Seehunde brachen ihren Einsatz wegen verschiedener Defekte ab und kehrten in den Hafen zurück. U 5335 lief am 31. Januar 1945 ohne Erfolge wieder in IJmuiden ein. Nur das U-Boot unter Oberleutnant z.S. Roß und sein LI Vennemann torpedierte erfolgreich einen ca. 3000 BRT umfassenden Kohledampfer bei der Dumpton-Boje. Es war der dritte Versenkungserfolg der Seehunde, dessen Erfolgsrate damit auf 5324 BRT stieg.:285 Der Verlust des Schiffes wurde von alliierter Seite nicht bestätigt.:112 Ebenfalls am 29. Januar lief eine zweite Gruppe von 15 Seehunden von IJmuiden aus. Acht der Boote kehrten nach kurzer Zeit mit Eisschäden zurück, ein Seehund lief auf Grund. Die restlichen sechs gingen auf See verloren. Im Januar 1945 waren somit bei 44 Einsätzen 10 Seehunde durch Feindeinwirkung, technischen Defekt oder Selbstsprengung verloren gegangen. Dem gegenüber stand die Zahl einer einzigen bestätigten Versenkung.:261

#### Februar

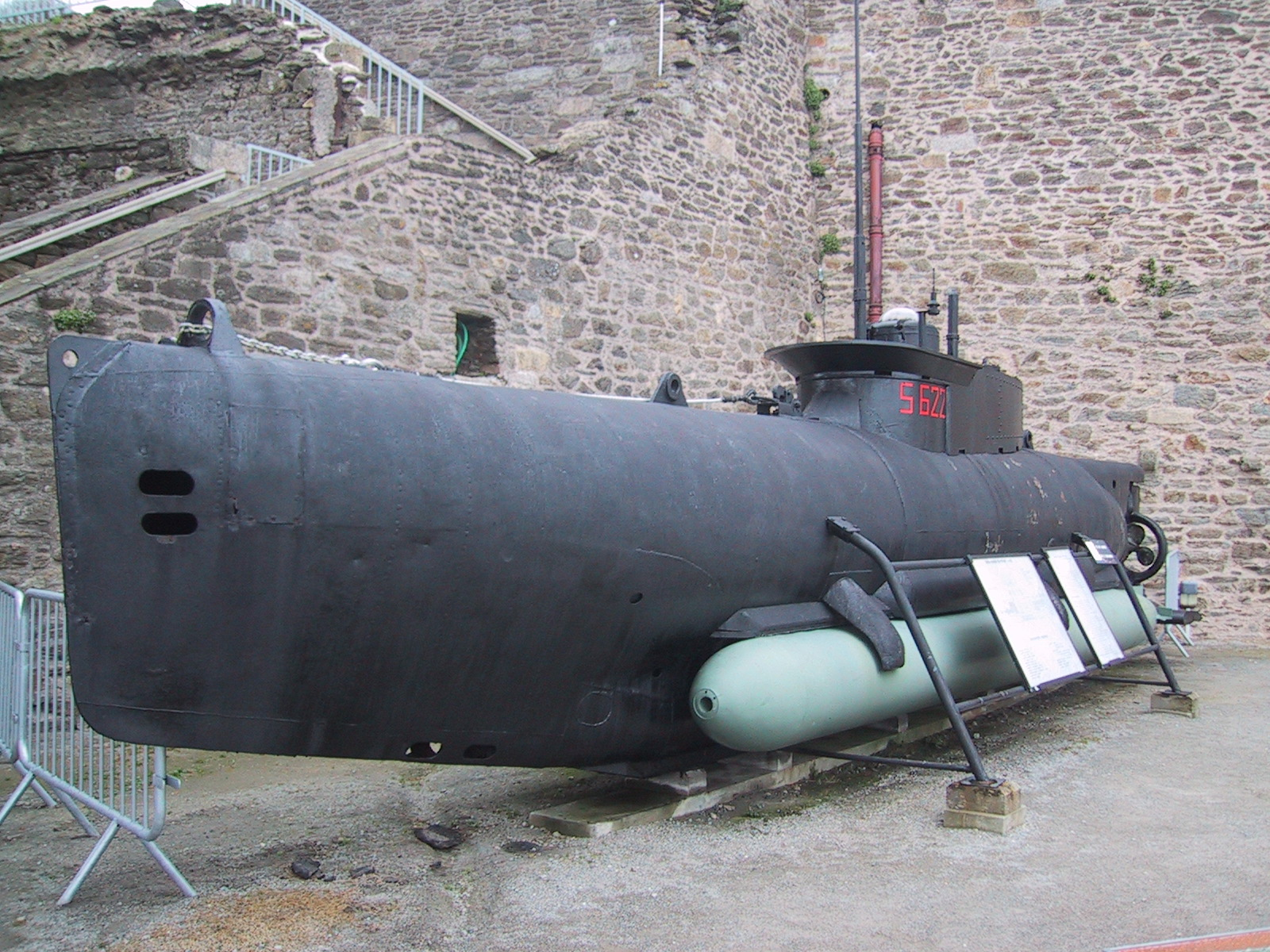
Das Kleinst-U-Boot Seehund

Am 3. Februar 1945 übernahm Albrecht Brandi die Leitung der K-Verbände in IJmuiden.:95 Er löste damit Hermann Rasch als bisherigen Befehlshaber ab, der seinerseits Brandis Posten als Ausbilder im Lehrkommando 300 (Seehundausbildung) übernahm. Ob der Kommandowechsel mit den hohen Verlusten im Vormonat im Zusammenhang stand, ist nicht geklärt. Im Rahmen der Befehlsübernahme, erhielten sieben Seehundfahrer das Eiserne Kreuz II. Klasse während die Seehund-Flottillen 312 und 313 in der 5. K-Division zusammengefasst wurden.:95 Gleichzeitig gaben die Verantwortlichen die bisher verwendete Rudeltaktik auf. Noch am selben Tag fand eine Bombardierung von IJmuiden durch die Air Force statt. Die für den Einsatz bereitstehenden Seehunde wurden zwar nicht beschädigt, doch es entstand ein immenser Schaden an den Hafeneinrichtungen und Depots.
Der erste Seehundeinsatz im Februar erfolgte in der Nacht des 3. auf den 4.:113:105 oder vom 4. auf den 5. Februar 1945,:287 als 8 Seehunde zu einem Einsatz ausliefen. Darunter U 5033, U 5326 und U 5368, die unter technischen Defekten litten und umkehren mussten. U 5311 und U 5339 liefen auf Grund, während U 5329, U 5344 und U 5348 nach erfolgloser Suche heimkehrten. Ein erneuter Angriff erfolgte am 10. Februar mit acht Seehunden. U 5335, U 5337, U 5363 sowie ein Boot mit unbekannter Nummer, mussten infolge technischer Defekte ihre Mission abbrechen. U 5330 kehrte nach erfolgloser Suche zurück, während die Besatzung von U 5347 ihr Boot stranden und sprengen musste. U 5349 blieb verschollen. Über den Verbleib des achten Bootes, U 5345, gibt es unterschiedliche Aussagen. Es ist entweder wieder in IJmuiden eingelaufen oder verschollen:114 Eine dritte Quelle gibt den Verbleib der Besatzung (Neefe/Pollmann) als Kriegsgefangene an.:107
Ungeachtet dessen, dass der zweite Seehundeinsatz noch nicht beendet war, verließen am 12. Februar fünf Seehunde IJmuiden.:109 Während U 5332 und U 5342 den Einsatz erneut aufgrund technischer Defekte abbrechen mussten und U 5354 nach schweren Beschädigungen infolge von 259 Wasserbomben den Heimathafen erreichte, blieb U 5356 auf See vermisst.:109 Dagegen konnte U 5361 am 15. Februar 1945 den niederländischen Turbinentanker Liseta (2.628 BRT) aus dem Geleitzug T.A.M. 80 in der Höhe von North Foreland torpedieren und schwer beschädigen. Über den weiteren Verbleib von U 5361 sowie seiner Besatzung gibt es erneut verwirrende Angaben. Einerseits soll U 5361 mit Götz-Godwin und seinen LI Reck IJmuiden am 17. Februar 1945 wieder erreicht haben.:164 Andererseits wird die Besatzung des Bootes mit Götz-Godwin und LI Reck benannt, wobei Reck am 23. Februar 1945 bewusstlos auf der Insel Voorne und Godwins Leiche erst im April 1945 bei IJmuiden an den Strand gespült wurde. U 5361 wird hierbei als verschollen betitelt.:115:109
Für den 16. Februar war ein kombinierter Angriff auf die Westerschelde vorgesehen, an dem 15 Linsen und 4 Seehunde beteiligt waren. Der Einsatz blieb jedoch ohne Erfolg. Während U 5337 und U 5041 verloren gingen, kamen U 5332 und U 5363 nach erfolglosem Einsatz zurück. Beide Boote wurden auf ihren Rückweg auf den Strand gesetzt.:289:264:110
Am 19. Februar liefen drei Seehunde mit Ziel Dumpton-Tonne aus. U 5097 wurde dabei von seiner Besatzung auf dem Rückweg vor IJmuiden auf Grund gesetzt. U 5342 ging aus unbekannten Gründen verloren. Ihre Besatzung wurde am 1. März 1945 für tot erklärt. Nur ein Boot kehrte aus diesem Einsatz zurück.:112 Am 21. Februar gingen vier weitere Seehunde auf Feindfahrt. U 5365 lief bei seiner Rückkehr auf Grund; U 5367 musste von der Besatzung auf dem Rückweg befindlich, auf den Strand gesetzt werden. Die heimkehrenden Besatzungen von U 5366 und U 5364 machten nach ihrer Heimkehr mehrere Treffer geltend, von denen jedoch keiner bestätigt werden konnte. Das im Geleitzug TAM.87 fahrende britische Panzerlandungsschiff LST 364 (1625 ts) wurde jedoch am 22. Februar 1945 von einem Torpedo getroffen und versenkt. Dabei gab es 24 Tote. Ob dieser Abschuss das Werk eines Seehund-Torpedos gewesen ist, lässt sich bis heute nicht klären.:293
Am 23. Februar gingen wieder fünf Seehunde von IJmuiden aus auf Fahrt. U 5365, inzwischen wieder gehoben und fronttauglich hergerichtet, hatte keinen Erfolg und lief auf dem Rückweg erneut auf Grund, konnte später jedoch nach Schevingen zur Instandsetzung geschleppt werden. U 5330 unter Führung von Leutnant zur See Klaus Sparbrodt und Maschinenmaat Günter Jahnke brachte jedoch die vom K-Stab Holland erhofften Erfolge. Während sie am 23. Februar 1945 noch keine Ziele gefunden hatten, entdeckte Sparbrodt gegen 10:00 Uhr am 24. Februar 1945 im Nebel ein ankerndes Schiff, das sich als Zerstörer entpuppte. Sparbrodt traf den französischen Zerstörer La Combattante mit einem Torpedo mittschiffs, woraufhin das Schiff (1505 ts) durch eine Explosion in zwei Teile zerrissen wurde und sank. Von den 184 Besatzungsmitgliedern konnten 118 gerettet werden.:116:151:182 Alliierte Quellen benennen als Grund für den Untergang der La Combattante allerdings eine Seemine. In der folgenden Nacht des 24. Februar feuerte Sparbrodt auch seinen Steuerbordtorpedo auf ein Schiff ab, aber da er keine Detonation hörte, trat er in der irrigen Annahme eines Fehlschusses die Heimfahrt an. Der abgefeuerte Torpedo versenkte jedoch den britischen Kabelleger Alert (941 BRT), der binnen Minuten sank. Es gab keine Überlebenden. Nicht bestätigt oder eindeutig den Seehunden zu geordnet wurde die Versenkung des Dampfers Rampant und des Tankers Nashaba und Auretta am 26. Februar 1945. Für die restlichen Tage im Februar können aufgrund des schlechten Wetterst keine weitere Einsätze gefahren werden. Im Februar 45 waren die Seehunde zu 33 Feindfahrten ausgelaufen, wobei sie vier Boote verloren. Als bestätigte Erfolge konnte die Versenkung von zwei Schiffen geltend gemacht werden.:299 Allerdings wird für diesen Monat in einer anderen Publikation die Versenkung von 3.000 BRT angegeben.

#### März

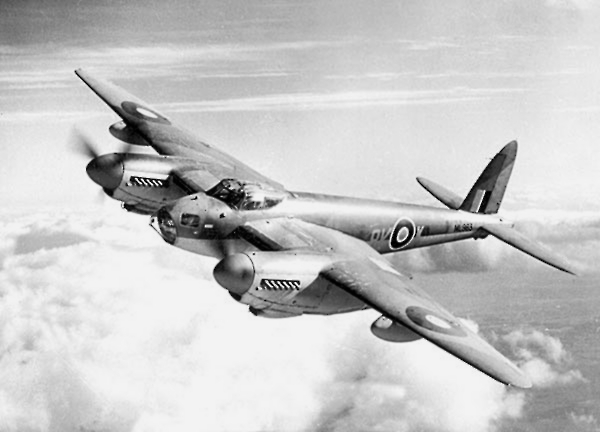
Mosquito-Jagdbomber, eingesetzt zum Aufspüren und Vernichten von K-Einheiten

Im März 1945 machte sich die Treibstoffknappheit in IJmuiden bemerkbar. Trotz dieser Engpässe wurden in diesem Monat 151 Feindfahrten unternommen. Im Vergleich zum Vormonat mit 71 Einsätzen war dies eine massive Steigerung. 29 K-Einsätze in diesem Monat wurden von Seehunden bestritten, wobei deren erste Ausfahrt am 6. März stattfand.:120 An diesem Tag liefen 9 Seehunde von IJmuiden aus, von denen fünf mit technischen Problemen kämpfend ihre Fahrt abbrechen mussten.:311:118 Vier dieser U-Boote wurden bis 13. März 1945 von den Alliierten versenkt. So am 7. März ein Seehund durch MTB 675 und am 10. März durch einen Beaufighter.:267 Am 11. und am 13. März 1945 zerstörte die britische Fregatte HMS Torrington zwei Seehunde, über dessen Kennungen differenzierte Aussagen vorliegen. Sie werden mit U 5337, U 5339:312 und U 5374 benannt.
Die Intensität der Kampfhandlungen zwischen den Seehunden und den alliierten Schifffahrtsverbänden erreichte in diesem Monat seinen Höhepunkt und verlief undurchsichtig. So gingen allein am 11. März zwei Seehunde verloren:18, ihnen folgten am 12. März zwei weitere. Das gleiche Schicksal ereilte am 13. März auch U 5377 und U 5339.:119 Bis zum 18. März waren 4 Seehunde verschollen, drei davon vor der Margate-Reede. Am 22. März wurde ein Seehund von den Alliierten versenkt, dessen Besatzung in Gefangenschaft geriet. Noch am gleichen Tag verloren die K-Verbände einen weiteren Seehund. Bestätigte Rückkehrer waren in diesem Monat nur U 5366 und U 5054. Am 26. März vernichtete die britische Korvette HMS Puffin einen leeren Seehund durch Rammstoß, wodurch ein Torpedo explodierte. Die Puffin wurde dabei schwer beschädigt. Noch am gleichen Tag zerstörte ML 1471 einen Seehund.:313 Am 27. März wurde durch ML 586 der letzte Seehund in diesem Monat vernichtet. Aus dieser Erkenntnis war abzuleiten, dass den Seehund-Besatzungen nicht nur eine große Gefahr von den allseits präsenten alliierten Kriegsschiffen drohte, sondern auch von den eingesetzten Flugzeugschwärmen der Typen Mosquito, Wellington und Beaufighter der Royal Air Force.:321 Die Gesamtverluste an U-Booten werden je nach verwendeter Literatur unterschiedliche beziffert. Sie reichen von 9 bis 15 Einheiten mit bis zu 30 Toten.:57
Im Vergleich mit den eigenen Abgängen konnten die Seehunde nur geringe Erfolge aufweisen. Am 10. März machte U 5364 die Torpedierung eines unbekannten Zerstörers geltend. Einen Tag später wurde der britische Kohlefrachter SS Taber Park (2878 BRT) durch einen unbekannten Seehund torpediert und versenkt. Es gab 28 Tote. In der Nacht des 21. März 1945 gelang U 5366 die Torpedierung des Munitionstransporters SS Charles d’McIver; der Seehund kehrte unversehrt nach IJmuiden zurück. Am 25. März wurde ML 466 durch einen unbekannten Seehund torpediert und versenkt. Einen Tag später wurde der Dampfer SS Newlands (1556 BRT) versenkt. Am 30. März wurde der Küstenfrachter SS Jim (833 BRT) durch einen unbekannten Seehund versenkt; zwölf Mannschaftsmitglieder überlebten, acht starben. Auch über die alliierten Verluste in diesem Monat gibt es unterschiedliche Angaben. So werden 3 Schiffe mit 5.267 BRT oder 5 Schiffe mit ca. 15.000 BRT:120 genannt.
Zum bereits erwähnte Unternehmen Kamerad liefen am 27. März 1945 drei Seehunde von IJmuiden aus. Sie sollten die eingeschlossenen Truppen der Festung Dünkirchen mit Lebensmitteln versorgen. Die bisher für diese Einsätze verwendeten Linsen waren zu oft von alliierter Artillerie und Jagdflugzeuge zerstört worden. Zum Transport der Versorgungsgüter wurden leere Torpedohülsen – umgangssprachlich „Butter-Torpedos“ genannt – verwendet. Der Einsatz verlief trotz einiger Schwierigkeiten erfolgreich. Die drei Seehunde brachten unter anderem 4,5 Tonnen Fett nach Dünkirchen und:153 machten sich – jeder mit 4500 Briefen der eingeschlossenen Soldaten befüllt – auf den Rückweg.:153 Insgesamt sind so bis zum Einsatzende 13.500 Mitteilungen aus der Festung transportiert worden. Dem OKM war klar, dass eine Grundversorgung der eingeschlossenen Verbände von See her grundsätzlich möglich war, auch wenn die wenigen Seehunde nie das tatsächliche Soll an benötigten Gütern liefern konnten. Letztendlich wurde Dünkirchen nur noch einmal, am 2. Mai 1945, von den Seehunden angelaufen.:175

#### April

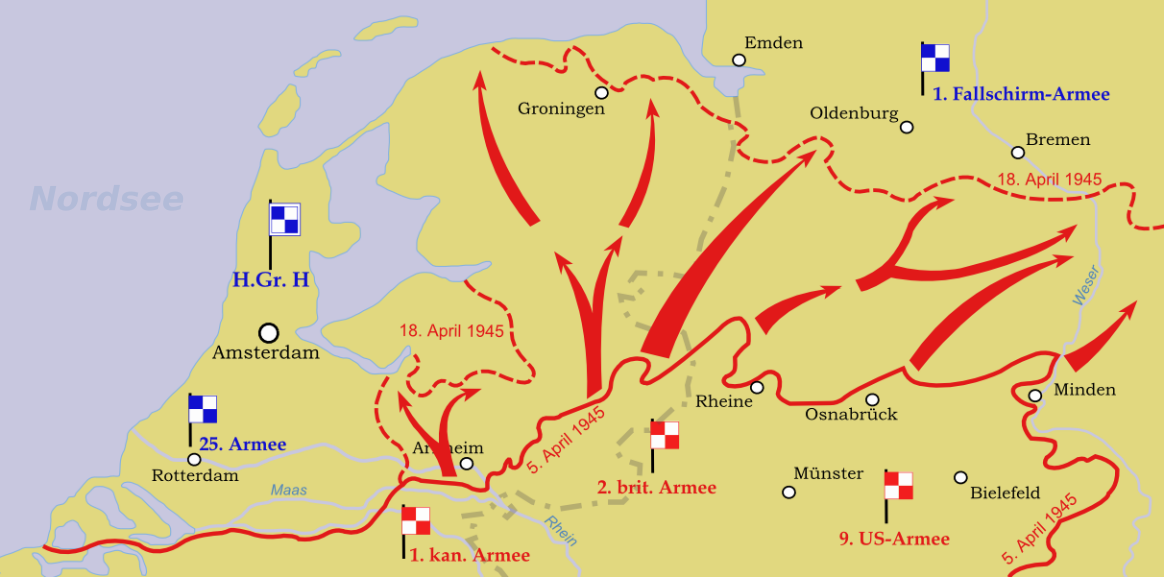
Strategische Lage im April 1945: Ab 18. April 1945 waren die K-Verbände in der „Festung Holland“ von jeglicher Versorgung aus der Heimat abgeschnitten.

Anfang April 1945 hatte sich der alliierte Ring um die Festung Holland geschlossen. Die Unterbrechung der Schienen- und Straßenwege führte zu einer Verschärfung der prekären Treibstoff-, Munitions- und Lebensmittelkrise. Der einzige offene Versorgungsweg für die K-Verbände in IJmuiden war der Seeweg entlang der deutsch-holländischen Küste. Friedrich Frisius, Festungskommandant von Dünkirchen, schlug daher vor, die verbliebenen K-Verbände in seinen Bereich zu verlegen, um die Seehunde zur gänzlichen Versorgung der Festung heranzuziehen. Hintergrund seiner Idee war, dass nur die Seehunde über eine entsprechende Reichweite verfügten, um noch deutsche Versorgungsstützpunkte entlang der Küste zu erreichen.:317 Sein Ansinnen wurde jedoch abgelehnt. Am 8. April 1945 waren noch 29 Seehunde in IJmuiden stationiert. Diese Bestände konnten bis Ende April noch einmal verstärkt werden, doch schwanken die Angaben dazu zwischen 19 und 20:121 neu hinzugezogenen Fahrzeugen.
Am 5. April 1945 fuhr ein einzelner Seehund zum Einsatz. Ihm folgte am 6. April 1945 ein weiterer. Nur U 5366 kehrte jedoch zurück, das andere Boot blieb verschollen. Am 7. April 1945 liefen neun Seehunde aus.:141 Insgesamt waren im Zeitraum vom 5. bis 28. April 1945 somit 36 Seehunde auf Feindfahrt, wobei am 12. April 16 Seehunde gleichzeitig in See standen. Bisher konnten von den Kampfhandlungen der Seehunde im Monat April 1945 nur folgende Einsätze rekonstruiert werden. Am 9. April gelang die Torpedierung des amerikanischen Heerestankers Y 17 (484 BRT) durch U 5309; es gab keine Überlebenden.:318:142 U 5309 lief einen Tag später in IJmuiden ein. Noch am gleichen Tag versenkte U 5363 (Buttmann/Schmidt) das britische Libertyschiff SS Samida aus dem Geleitzug T.B.C. 123:142 und beschädigte die unter amerikanischer Flagge fahrende SS Soloman Juneau schwer:142, bevor es selbst Opfer von ML 102 (ML = Motorlaunch) wurde. Ebenfalls am 9. April wurde ein unbekannter Seehund durch Luftangriff versenkt.:319
Am 11. April 1945 beschädigt U 5070 die SS Port Wyndham mit 8.580 BRT aus dem Geleitzug U.C.B 63schwer. Das Schiff kann zwar abgeschleppt werden, ist aber irreparabel beschädigt.:146. Am 12. April 1945 liefen von IJmuiden aus, erneut zwei Seehunde, darunter U 5366 mit Ziel Themse-Nord bzw. Themse-Scheldeweg aus. Dort sichtete U 5366 einen Zerstörer der H-Klasse, verfehlte allerdings mit beiden Torpedos das Ziel und lief am 17. April 1945 wieder in IJmuiden ein.:149 Am 16. April 1945 wurde der britische Kabelleger Monarch (1.150 BRT) von U 5368 torpediert und sank;:150 das Kleinst-U-Boot trieb fünf Tage antriebslos bei Katwijk an die Küste. U 5305 und U 5071 kehrten ohne bestätigte Erfolge nach IJmuiden zurück. Eine weitere Versenkung, die von alliierter Seite nie bestätigt wurde, ist die Versenkung des Tankers Goldshell aus dem Geleitzug T.A.M. 40. Am 18. April 1945 befanden sich, laut Lagebericht, noch acht Seehunde in See. Weitere vier Seehunde waren am Tag zuvor aus Wilhelmshaven zur Verstärkung ausgelaufen. Die verbliebene acht Seehunde setzten an diesem Tag noch einmal zum Angriff an. Um 5:46 Uhr, des 18. April 1945 sank der Dampfer Lady Philomena, nur drei Minuten später der norwegische Dampfer Karmt (4.991 BRT). Hier gab es drei Tote.:151 Am Nachmittag des 22. April 1945 wird der Dampfer Benjamin H. Bristow aus dem Geleitzug A.T.M. 123 schwer beschädigt. Einen Tag später, dem 23. April 1945 wird der Dampfer Svere Helmersen das letzte Opfer eines unbekannten Seehundes. Eine offizielle Zuordnung zu einem Seehund erfolgte alliierterseits bei allen Fällen nie. Am 29. April 1945 wurde südöstlich von Lowestoft der letzte Seehund von den Alliierten versenkt. Noch am 2. Mai 1945 liefen vier Seehunde, U 5074, U 5090, U 5107 und U 5365 von IJmuiden zur Versorgung der Festung Dünkirchen aus. Sie brachten an diesem Tag noch einmal Lebensmittel und Munition in die eingeschlossene Festung Dünkirchen und ergaben sich mit den dort eingeschlossenen Verbänden am 8. Mai 1945 den alliierten Bodentruppen. Bereits am 6. Mai 1945 hatte der Kommandostab der K-Verbände um Albrecht Brandi gegenüber der 1. Kanadischen Division kapituliert. Das Beutefahrzeug U 5074 kann heute im Musée national de la Marine in Paris besichtigt werden.:153
Über die Erfolge der Seehunde im April 1945 existieren verwirrende Angaben. Die höchste wird dabei mit 120.000 BRT angegeben.:1026 Andere Quellen nennen eine versenkte Tonnage von 93.000 BRT, allerdings von Januar bis April 1945.:123 Beide Zahlen sind jedoch wenig glaubhaft. Am wahrscheinlichsten ist die definitive Versenkung von 2 Schiffen mit 8.019 BRT, obwohl auch diese Zahlen durch die bestätigten Versenkungen der 3 Schiffe (Y 17, Samida und Monarch) widerlegt werden. Hinzu kommen noch mehrere andere Versenkungen von alliierten Schiffen, die aber weder bestätigt noch eindeutig einem Seehund zuzuordnen waren.

## Nordmeer
Hitlers Befürchtung einer möglichen Invasion Norwegens und Dänemarks durch die Alliierten im Winter 1944/1945 führte unter anderem dazu, dass die K-Verbände der Kriegsmarine dort massiv etabliert und verstärkt werden sollten.:339:85 Befehlshaber aller K-Mittel in Skandinavien sollte zunächst Kapitän zur See Friedrich Böhme werden. Doch eine gesamteinheitliche Führung der weit auseinander liegenden K-Verbände erwies sich als operativ schwierig. Daher wurde der Befehlsbereich aufgeteilt. Für die in Dänemark stationierten K-Verbände wurde zunächst Kapitän zur See Paul Friedrich Düwel im K-Stab Skagerrak, der im Februar 1945 durch Albrecht Brandi abgelöst wurde, bestimmt. Sein Pedant für die in Norwegen stationierten K-Einheiten war Kapitän zur See Wilhelm Beck im K-Stab Nord.:340 In einer ersten Welle, wurden die K-Flottillen 365 (Marder), 361 (Marder) und 263 (Biber) nach Dänemark und Norwegen verlegt. Insgesamt befanden sich zu diesem Zeitpunkt 492 Booteinheiten in Dänemark und Norwegen. Am 2. November 1944 gliederten sich die Kräfte wie folgt:
Norwegen
- 60 Biber Vestfjord-Lofoten
- 60 Molche Vestfjord-Lofoten
- 30 Biber Oslo-Kristiansand
- 60 Molche Oslo-Kristiansand

Dänemark/Norddeutschland
- 60 Biber in Aarhus-Oesterhurup
- 60 Marder in Aså
- 12 Hechte in Aså
- 30 Molche Helgoland
- 30 Molche Borkum
- 30 Biber Emsmündung
- 60 Linsen Fedderwardersiel

In einer zweiten Welle, folgten die K-Flottillen 215, 216 (beide Linsen), 265, 267 (Biber), 362, 366 (Marder) und 415 (Molch). Ferner entsandte man die Marineeinsatzkommandos (M.E.K.) 30 und 35. Verteilt und gegliedert waren diese Verbände in vier K-Divisionen. Diese Verbände, nicht mehr als 600 Geräte umfassend, sollten die erwartete Feindflotte aufhalten. Norwegen besaß mit seinen zahlreichen Fjorden eine hervorragende strategische Ausgangsposition für K-Verbände im Falle einer Invasion. Außerdem verlief eine der wichtigsten Schifffahrtsrouten des Zweiten Weltkriegs, die Route Großbritannien–Murmansk, an der norwegischen Küste vorbei. Da die Schlagkraft der in Norwegen stationierten deutschen Marineeinheiten zu gering war, um die Route ernsthaft zu stören, sollten die K-Verbände diese „Schlagader“ vor ihrem Endpunkt Murmansk durchtrennen. Zu diesen Unternehmen waren die K-Verbände jedoch zu schwach.
Der erste und einzige K-Einsatz im Nordmeer betraf den Hafen von Murmansk, als gemeldet wurde, dass das sowjetische Schlachtschiff Archangelsk möglicherweise nicht einsatzfähig in der Kola-Bucht ankerte. Der Einsatz unter dem Decknamen Cäsar blieb jedoch erfolglos.
Die übrigen K-Verbände in Norwegen und Dänemark liefen bis zum Kriegsende nicht mehr zu Seegefechten aus. Sie verbrachten die letzten fünf Monate des Krieges mit der Ausbildung von Mannschaften, der Wartung ihrer Geräte oder mit der Umgruppierung von K-Verbänden, die strategisch jedoch keinen Wert mehr hatten. Am 3. Mai 1945 erhielten sie, wie alle Einheiten der Kriegsmarine, per Funk das Codewort „Regenbogen“, den Befehl zur Selbstversenkung ihrer Schiffseinheiten im Fall der Kapitulation. Mit der Kapitulation der Wehrmacht am 8. Mai 1945 war der Kampf der in Skandinavien stationierten 85 Offiziere und 2500 Unteroffiziere und Mannschaften der K-Verbände beendet. Sie gingen in britische Gefangenschaft. Ihre verbliebenen Geräte hatten sie entweder zuvor zerstört oder den Alliierten übergeben.

## Kampfschwimmereinsätze
Die Kampfschwimmer der Kriegsmarine, auch Meereskämpfer genannt, waren eine Waffengattungsart innerhalb der K-Verbände.:82 Ihre Entstehung reicht bis in die Zeit des Ersten Weltkriegs zurück.:114 Populär wurden ihre Einsätze, die stets im Rahmen der M.E.K.s erfolgten, erst mit der beabsichtigten Zerstörung der Eisenbahnbrücke von Nimwegen sowie der dazugehörigen Straßenbrücke.:136ff Als bekanntester Einsatz gilt die versuchte Zerstörung der Brücke von Remagen im März 1945. Die Kampfschwimmer der Kriegsmarine waren an allen Brennpunkten der Fronten eingesetzt, vornehmlich erst an der Westfront, später im zunehmenden Maße an der Ost- und Südfront in der Adria. Einzelne M.E.K.s agierten bis nach Kriegsende hinaus. Zu den wichtigsten Vertretern dieser Waffengattung gehört Alfred von Wurzian, der auch einer ihrer Mitbegründer ist.